# Brooklyn Museum
Brooklyn Museum (Muzeum w Brooklynie) – muzeum sztuk pięknych położone w nowojorskim okręgu (ang. borough) Brooklyn przy 200 Eastern Parkway. Jedno z najstarszych i największych muzeów sztuki w Stanach Zjednoczonych. Powierzchnia całkowita wynosi 52 025 m² (drugie co do wielkości muzeum Nowego Jorku).
Muzeum mieści się w budynku, którego budowę rozpoczęto w roku 1895, a ukończono w 1926. W momencie powstania było planowane jako największy instytut sztuki na świecie; plany te nie zostały jednak urzeczywistnione, ponieważ Brooklyn stał się dwa lata później kolejną dzielnicą Nowego Jorku, a środki finansowe zostały skierowane do położonego na Manhattanie Metropolitan Museum of Art. Brooklyn Museum posiada światowej klasy kolekcję liczącą ok. 1 500 000 dzieł pochodzących praktycznie z każdego okresu w historii sztuki. Jest znane z kolekcji starożytnej sztuki egipskiej oraz z ulokowanej w ośmiu tematycznych galeriach sztuki amerykańskiej (m.in. Edward Hopper, Mark Rothko, Norman Rockwell, Winslow Homer, John Singer Sargent). Kolekcję malarską uzupełniają prace takich artystów jak m.in.: Edgar Degas, Camille Pissarro, Max Weber i Georgia O’Keeffe, a kolekcję w ogóle – zbiory sztuki afrykańskiej, azjatyckiej (w tym japońskiej) oraz wysp Pacyfiku. Budynek muzeum został w 1977 r. wpisany na listę National Register of Historic Places pod nr #77000944.

## Historia
Historia Brooklyn Museum sięga roku 1823, w którym powstała Brooklyn Apprentices’ Library (Biblioteka Brooklyńskich Praktykantów). Jej celem było kształcenie młodych handlowców. Biblioteka, położona początkowo w Brooklyn Heights, przeniosła się w 1841 r. do budynku Brooklyn Lyceum przy Washington Street. Dwa lata później Brooklyn Lyceum i Brooklyn Apprentices’ Library połączone zostały w Brooklyn Institute, który organizował ważne wystawy malarstwa i rzeźby oraz wykładów na tak różne tematy, jak geologia czy abolicjonizm. W 1846 r. Brooklyn Institute ogłosił plany utworzenia stałej galerii sztuki. Jeszcze przed 1890 r. kierownictwo Instytutu podjęło decyzję o zbudowaniu obszernego gmachu, w którym mieściłyby się zbiory sztuk pięknych oraz nauk przyrodniczych; zreorganizowany Instytut przyjął nazwę Brooklyn Institute of Arts and Sciences (poprzednik Brooklyn Museum).
Projekt nowego budynku muzeum został wykonany w 1893 r. przez architektów z firmy McKim, Mead and White; budynek miał za zadanie pomieścić liczne przedsięwzięcia edukacyjne i badawcze oraz rosnące zbiory. Gdyby pierwotne zamierzenia zostały w pełni zrealizowane, brooklyńska placówka stałaby się największą pojedynczą konstrukcją muzealną na świecie. W ramach organizacyjnych Brooklyn Institute of Arts and Sciences znajdowały się: Brooklyn Academy of Music, Brooklyn Botanic Garden i Brooklyn Children’s Museum; usamodzielniły się one dopiero w latach 70. XX w. Pozostałe po oddzieleniu się tych jednostek muzeum przyjęło nazwę Brooklyn Museum. Muzeum miało stanowić centrum kulturalno-rekreacyjno-edukacyjne miasta Brooklyn.
Choć cel, któremu miał służyć przewidywany kompleks budynków, parków i ogrodów zmienił się w 1898 r. po wchłonięciu Brooklynu przez Nowy Jork, wiele elementów pierwotnego planu zostało ostatecznie zrealizowanych i jest widocznych w dzisiejszej strukturze placówki, która znajduje się na obszarze zwanym Brooklyn Institute Triangle, obok takich instytucji jak Brooklyn Botanic Garden, the Prospect Park Zoo, Mount Prospect Park i Central Library z kompleksu Brooklyn Public Library.

## Historia budynku

### 1895–1926
14 września 1895 r. firma budowlana P.J. Carlin rozpoczęła wykopy pod zachodnie skrzydło, co oznaczało początek realizacji projektu. Pierwszy fragment budynku muzeum został ukończony i otwarty dla publiczności w roku 1897. W trakcie budowy podwyższono parter o 1,5 m w celu stworzenia miejsca dla audytorium, ulokowanego na poziomie piwnicy pawilonu centralnego. W związku tym powiększono główne schody wejściowe zmieniając pierwotny projekt McKim, Mead & design White.
Budowa pawilonu centralnego Muzeum, włącznie z kaskadowymi schodami prowadzącymi w dół, w kierunku Eastern Parkway, trwała od 1899 do 1905 r. W 1904 r. rozpoczęto budowę dwóch odcinków skrzydła północnego. Następny etap budowy rozpoczął się dopiero w roku 1913. Ta część budynku obejmuje skrzydło galerii od strony północno-wschodniej oraz znajdujący się w północno-wschodnim narożniku wewnętrzny dziedziniec przekryty dachem ze świetlikiem, znany obecnie jako Beaux-Arts Court. Budowa przeciągała się, szczególnie podczas I wojny światowej, a wnętrza zostały ukończone przed rokiem 1926. Był to ostatni fragment oryginalnego projektu McKim, Mead and White; dalszej jego części już nie kontynuowano. Nawet oddanie do użytku północno-wschodniej części gmachu oznaczało, iż zrealizowano tylko jedną czwartą pierwotnej koncepcji.
Firmie McKim, Mead and White zlecono w międzyczasie zaprojektowanie nowego ogrodu botanicznego na południe od Muzeum. Usytuowanie jego zasadniczych elementów dopasowano do budynku muzeum.

### Okres od lat 30. do 70.
Przez dwie dekady odraczano konserwację prewencyjną muzeum, aż wielkie schody przy wejściu do budynku zaczęły wykazywać oznaki zużycia. W kwietniu 1934 r., kiedy kierownictwo firmy McKim, Mead and White było za granicą, Municipal Art Commission (Miejska Komisja ds. Sztuki) pospiesznie zatwierdziła wyburzenie frontowych schodów, znacznie zmieniając charakter architektoniczny głównej fasady muzeum. Jednocześnie rozebrano znajdujące się za schodami audytorium, aby utworzyć nowy hol wejściowy na poziomie parteru.
Dalsze remonty zostały zaproponowane w latach 40. i 50., ale ich zakres z powodu braków budżetowych był ograniczony. Znaczącą zmianą przeprowadzoną w latach 50. była renowacja pawilonu środkowego i monumentalnej rotundy, obejmująca usunięcie wszystkich dekoracji w stylu Beaux-Arts wraz z kolumnami, obniżenie pułapów i instalację nowego oświetlenia. Rotunda została następnie przebudowana na galerię rzeźby modernistycznej.
W 1967 r. Brooklyn Institute powrócił do zagadnienia renowacji gmachu i kolekcji oraz poprawy komfortu zwiedzających muzeum. W rezultacie rozbudowano południową elewację skrzydła wschodniego budynku według projektu firmy Prentice & Chan Ohlhausen. Prace budowlane trwały od 1977 do 1980 r. W dobudowanej części mieszczą się obecnie biura i pokoje lekcyjne Działu Edukacji, a także pomieszczenia techniczne.

### Renowacja (1986–2004)

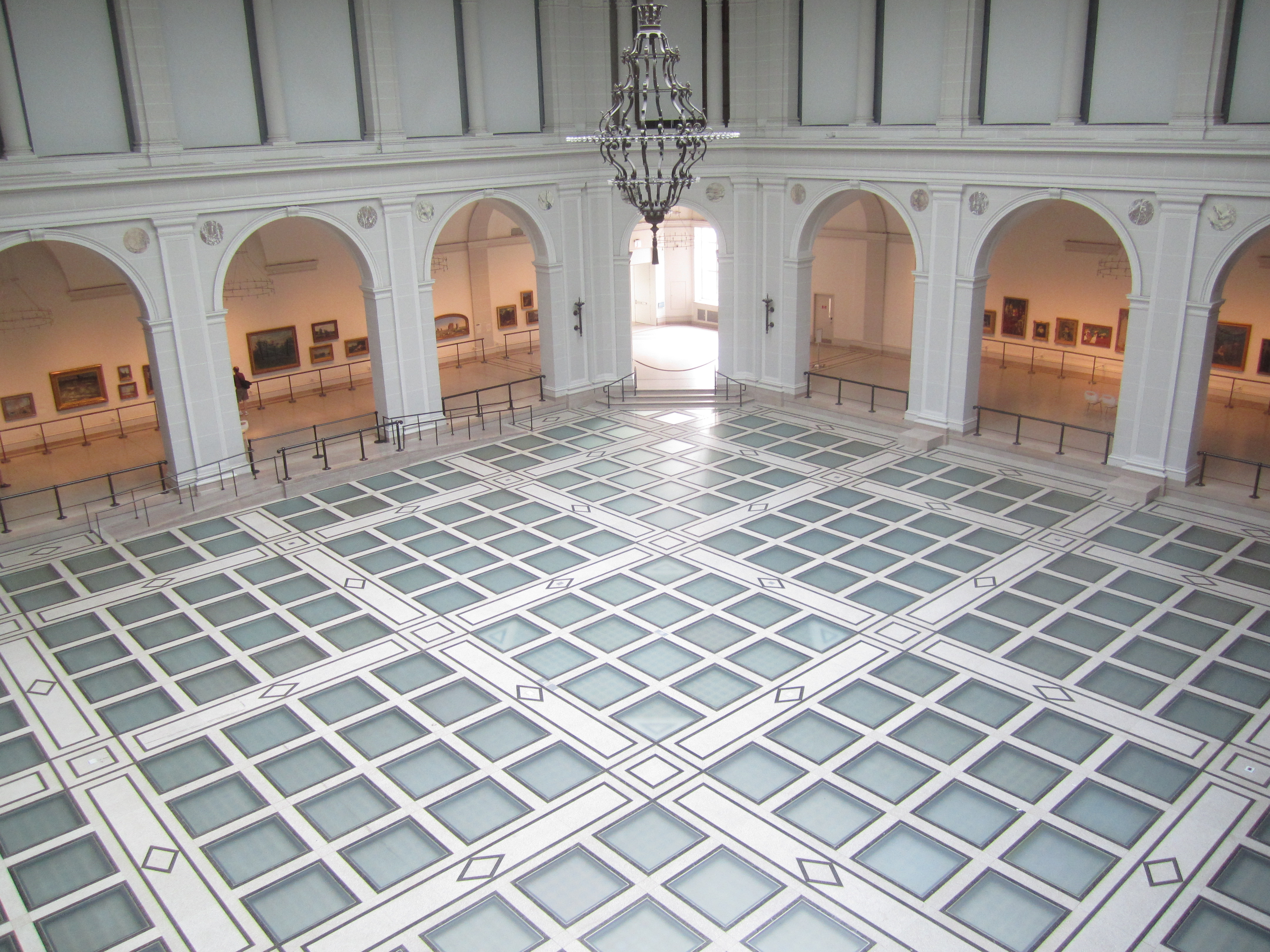
Wnętrze muzeum – zmodernizowany Beaux-Arts Court

4 marca 1986 r. Rada Nadzorcza Muzeum postanowiła rozpisać międzynarodowy konkurs Master Plan Competion mający na celu rozłożoną na lata modernizację i rozbudowę budynku, sięgającą XXI w. Na zaproszenie odpowiedziało 57 firm przedkładając różnorodne pomysły odnośnie do rozbudowy i dalszego rozwoju muzeum. Zwycięski okazał się projekt przedłożony przez zespoły Arata Isozaki & Associates oraz James Stewart Polshek and Partners. Ich plan zawierał nie tylko projekt całkowicie nowej konstrukcji, ale także koniecznych remontów istniejącej struktury.
Pierwsza część ich planu zakładała wybudowanie audytorium Iris & B. Gerald Cantor Auditorium na 460 miejsc siedzących. Audytorium zostało oddane do użytku 9 kwietnia 1991 r., a podczas otwarcia uhonorowano Iris i Geralda Cantorów, których donacja w wysokości 3,5 miliona dolarów umożliwiła wybudowanie audytorium. Służy ono obecnie jako miejsce do organizowania spektakli, wykładów, projekcji filmowych itp.
30 listopada 1993 r., po zakończeniu kolejnej fazy realizacji projektu, otwarto odnowione, trzypiętrowe skrzydło zwane Morris A. and Meyer Schapiro Wing, mieszczące galerie. Zmodernizowano również galerie w zachodnim skrzydle gmachu – najstarszej części XIX-wiecznego, zabytkowego budynku, zaprojektowanego przez McKim, Mead and White. Na jego trzecim piętrze znajduje się światowej sławy kolekcja sztuki egipskiej, a na czwartym i piątym – wystawy specjalne. W latach 90. podjęto modernizację majestatycznego wewnętrznego dziedzińca Beaux-Arts Court, a zwłaszcza przekrywającego go dachu z ogromnym świetlikiem. Gruntowna przebudowa została zakończona w roku 2001. Dwupiętrowe wnętrze zostało całkowicie odnowione i dostosowane do organizacji różnego rodzaju imprez publicznych. Również dach został pieczołowicie odrestaurowany i przywrócony do pierwotnego stanu. Renowacji poddano także muzealne biblioteki i archiwa. Otwarto je ponownie dla publiczności 20 października 2004 r. Biblioteki zostały całkowicie odnowione i wyposażone w nowe, klimatyzowane magazyny, zmodernizowano też czytelnie.

### Przebudowa galerii (2001–2011)
W pierwszej dekadzie XXI w. kierownictwo Brooklyn Museum poświęciło uwagę przeprojektowaniu galerii i urządzeniu na nowo ekspozycji głównych kolekcji, aby były bardziej dostępne dla zwiedzających. Najpierw (2001) zmieniono ekspozycję sztuki sztuki afrykańskiej. W celu pełniejszej prezentacji uzupełniono ją pokazami video oraz wielkoformatowymi fotografiami przedstawiającymi afrykańskie obrzędy. Aby pełniej ukazać długą historię rozwoju sztuki na kontynencie afrykańskim, w 2011 r. wyeksponowano jej zbiory w porządku chronologicznym.
Kierując się podobnymi przesłankami w 2001 r. urządzono na nowo również kolekcję amerykańskiego malarstwa i rzeźby, uzupełnioną o dzieła hiszpańskiej sztuki kolonialnej oraz sztuki rdzennych Amerykanów.
W latach 1993–2003 dokonano reorganizacji kolekcji sztuki egipskiej, mieszczącej się w Martha A. and Robert S. Rubin Gallery na trzecim piętrze Schapiro Wing. Na otwartej w 2003 r. wystawie „Egypt Reborn: Art for Eternity”, zaprezentowano dodatkowo 600 dzieł, z których liczne zostały wystawione w nowo wyremontowanej galerii wschodniego skrzydła muzeum. Przebudowano również galerię Starożytnego Wschodu urządzając na nowo ekspozycję płaskorzeźb asyryjskich.

### Nowy pawilon wejściowy z holem (2004)

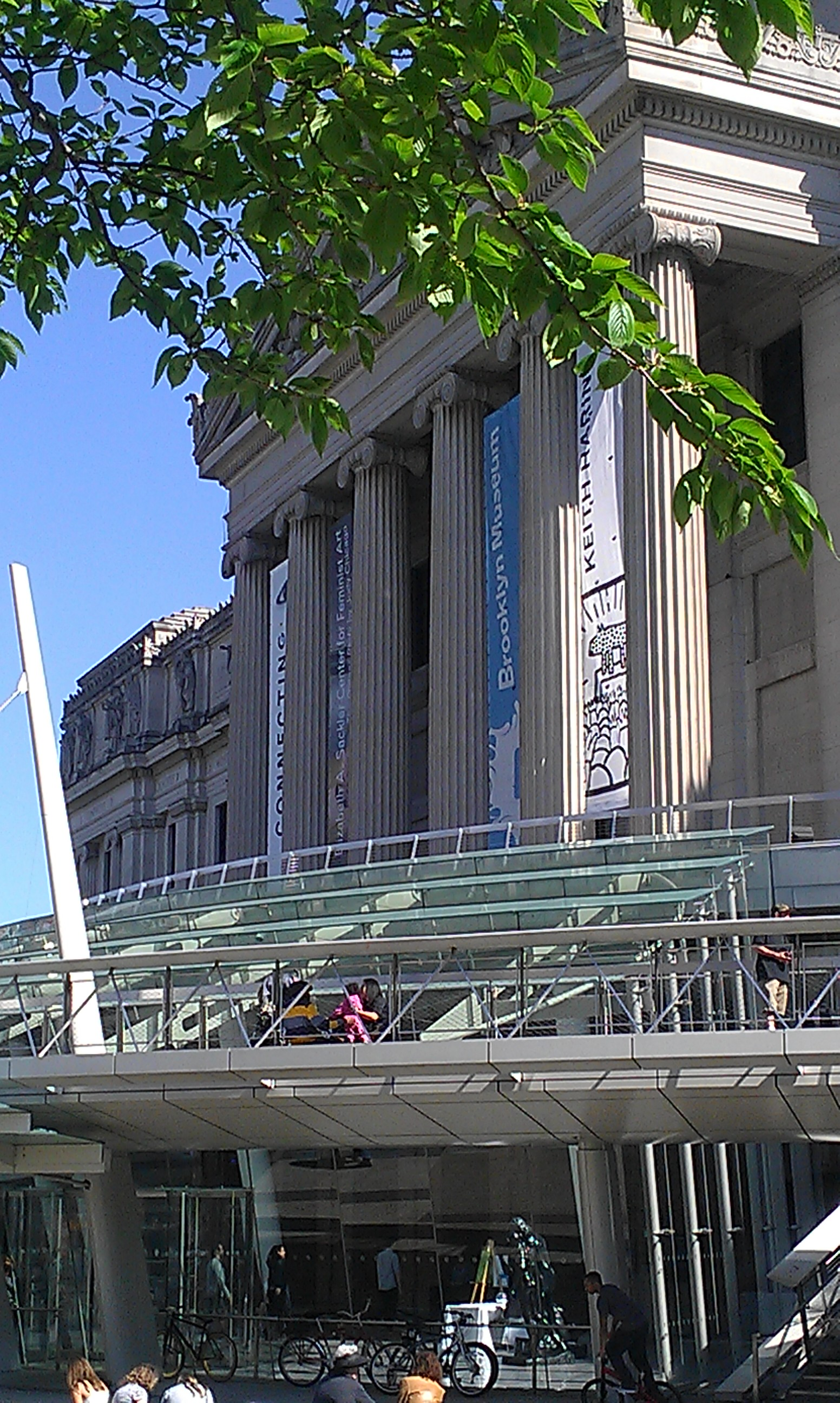
Nowy pawilon wejściowy im. Marthy i Roberta Rubinów (fragment)

17 kwietnia 2004 r. oddano do użytku gruntownie przebudowane wejście frontowe i nowy plac publiczny. Nowy pawilon wejściowy przywraca równowagę architektoniczną, naruszoną wraz z wyburzeniem w 1934 r. oryginalnych, monumentalnych schodów, rozwiązując przy tym kwestię dostępu do budynku. Projekt przebudowy, opiewający na 63 miliony dolarów, wykonała firma Polshek Partnership Architects.
Przed XIX-wieczną fasadą w stylu Beaux-Arts wybudowano wielopiętrowy, szklany pawilon wejściowy z holem, nazwany Martha A. and Robert S. Rubin Pavilion and Lobby, stanowiący spektakularne architektoniczne połączenie pomiędzy wnętrzem budynku a jego otoczeniem, wprowadzającym zarazem naturalne światło do mrocznego przedtem wnętrza. Nowy pawilon, mający ok. 1 380 m² powierzchni, nawiązujący do dawnych, wejściowych schodów firmy McKim, Mead and White, w połączeniu z odnowionym holem o powierzchni ok. 820 m², tworzy zupełnie nowy kompleks wejściowy o łącznej powierzchni blisko 2 200 m² – ponad dwukrotnie większej od poprzedniego holu. W przebudowanym holu umieszczono m.in. punkt informacji i sprzedaży biletów – Visitor Center.
Wewnątrz pawilonu wyeksponowano odrestaurowane, dawne filary, między którymi mieściło się pięć drzwi wejściowych. Pod podłogą zbudowano pomieszczenie o powierzchni prawie 1 500 m², w którym mieszczą się urządzenia kontroli klimatyzacji w budynku.
Nad kondygnacją główną pawilonu wejściowego znajdują się dwie kolejne kondygnacje zewnętrzne: podwyższony taras widokowy, z którego obserwować można zarówno wnętrze pawilonu jak i plac z najbliższym otoczeniem oraz istniejący wcześniej na trzecim piętrze portyk, obecnie usytuowany nad tarasem i zintegrowany, z nim. Portyk został poszerzony i obłożony na nowo wapiennymi płytkami, zharmonizowanymi z oryginalną fasadą.
Dopełnieniem projektu pawilonu wejściowego stał się nowy plac publiczny po północnej stronie budynku, ukończony w 2004 r. Ma on ponad 7 300 m² powierzchni. Jego dekorację stanowią dwa urządzenia wodne, zaprojektowane przez firmę WET Design. Pierwsze z nich to fontanna z „tańczącymi” strumieniami wodnymi, których układ można zaprogramować. Drugie urządzenie to płytki basen w czarnym granicie pod spiralnymi, zewnętrznymi schodami po zachodniej stronie pawilonu wejściowego. Dopełnieniem małej architektury placu są ławki i roślinność, w tym 39 drzew wiśniowych.

## Zbiory
Zbiory Brooklyn Museum były rozbudowywane w pierwszych dekadach XX w. pod okiem kolejnych kuratorów: Williama Henry Goodyeara, Stewarta Culina i Herberta J. Spindena, przy wsparciu z kolekcjonerów i darczyńców z Brooklynu i całych Stanów Zjednoczonych. Dzięki nim Brooklyn Museum zgromadziło jedną z największych i najbardziej zróżnicowanych kolekcji w Stanach Zjednoczonych. W obszernych zbiory dzieł sztuki, obejmujących okres od starożytności do współczesności znajduje się dorobek praktycznie wszystkich głównych światowych kultur, zarówno kultury Zachodu jak i pozostałych części świata.
Muzeum dokłada starań, aby jego zbiory były dostępne dla jak najszerszych rzesz publiczności. W ramach tego zamierzenia wiele dzieł z kolekcji jest udostępnione w formie online.

### Sztuka amerykańska

#### Malarstwo, rysunek, grafika
Brooklyn Museum posiada jedną z najstarszych i najświetniejszych publicznych kolekcji amerykańskiej sztuki na świecie. Historia kolekcji rozpoczęła się w 1846 r. od podarowania obrazu Zimowa scena z Brooklynu Francisa Guya (ok. 1819–20). Kolekcja została formalnie założona w roku 1855, kiedy z funduszu przekazanego przez głównego założyciela Muzeum, Augustusa Grahama sfinansowano zakup obrazu Ashera Brown Duranda. Kolekcja sztuki amerykańskiej powiększała się z biegiem lat. W jej skład wchodzą obrazy, rzeźby, akwarele, pastele, rysunki i grafiki, powstałe w okresie od ok. 1720 do 1945 r. (dzieła powstałe później znajdują się w kolekcji sztuki współczesnej). Najciekawsze obrazy kolekcji malarstwa XVIII-wiecznego to ikoniczne portrety George’a Washingtona pędzla Gilberta Charlesa Stuarta i Charlesa Willsona Peale. Innym znanym dziełem jest jedna z wersji Pokojowego królestwa pędzla Edwarda Hicksa (ok. 1833–1834).

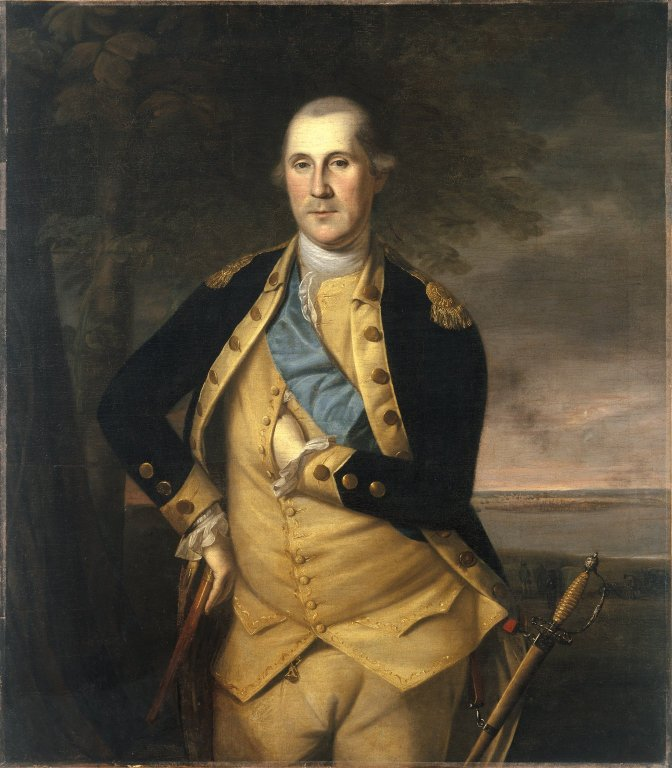
Charles Willson Peale, George Washington (ok. 1776)
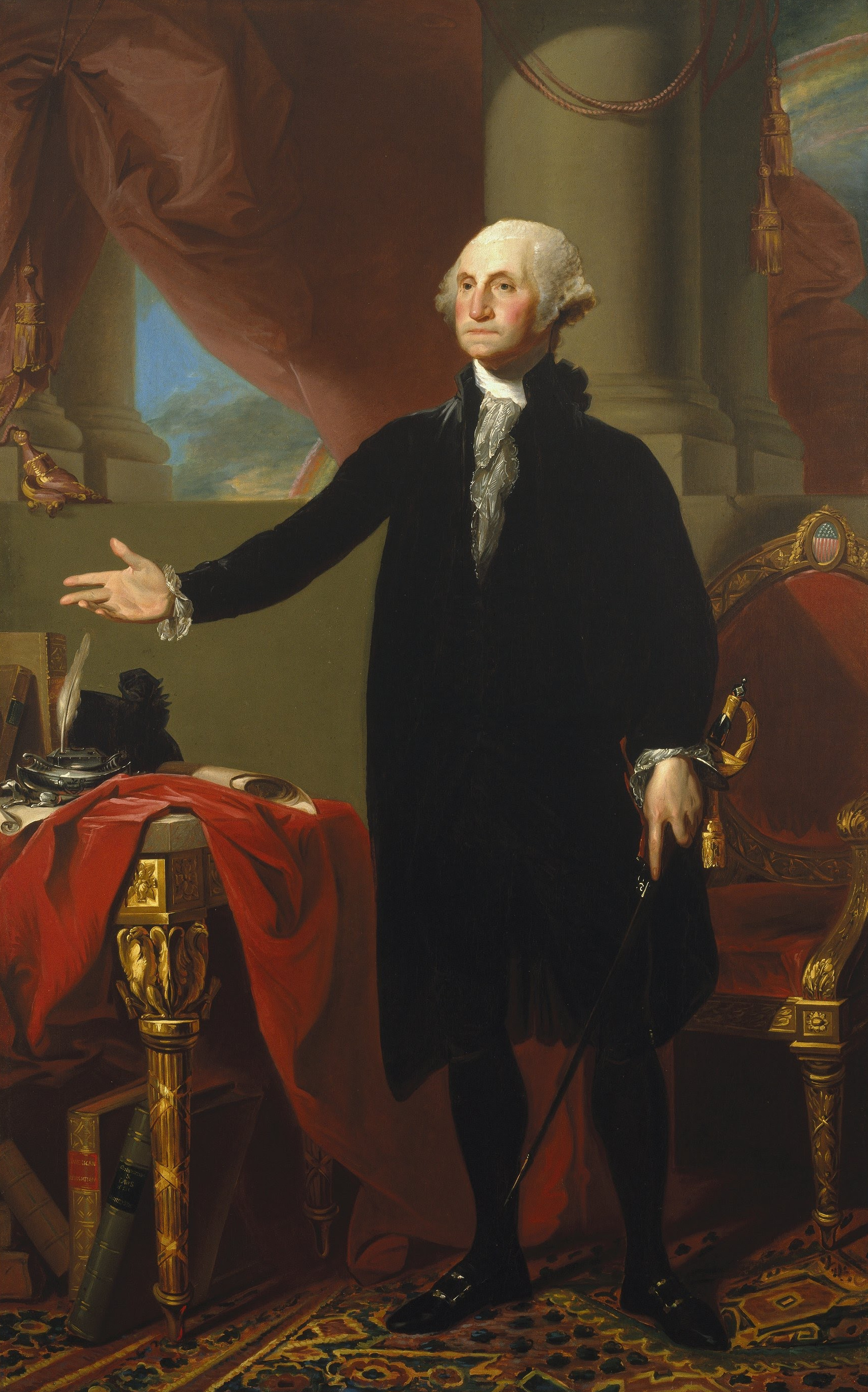
Gilbert Charles Stuart, George Washington (1796)
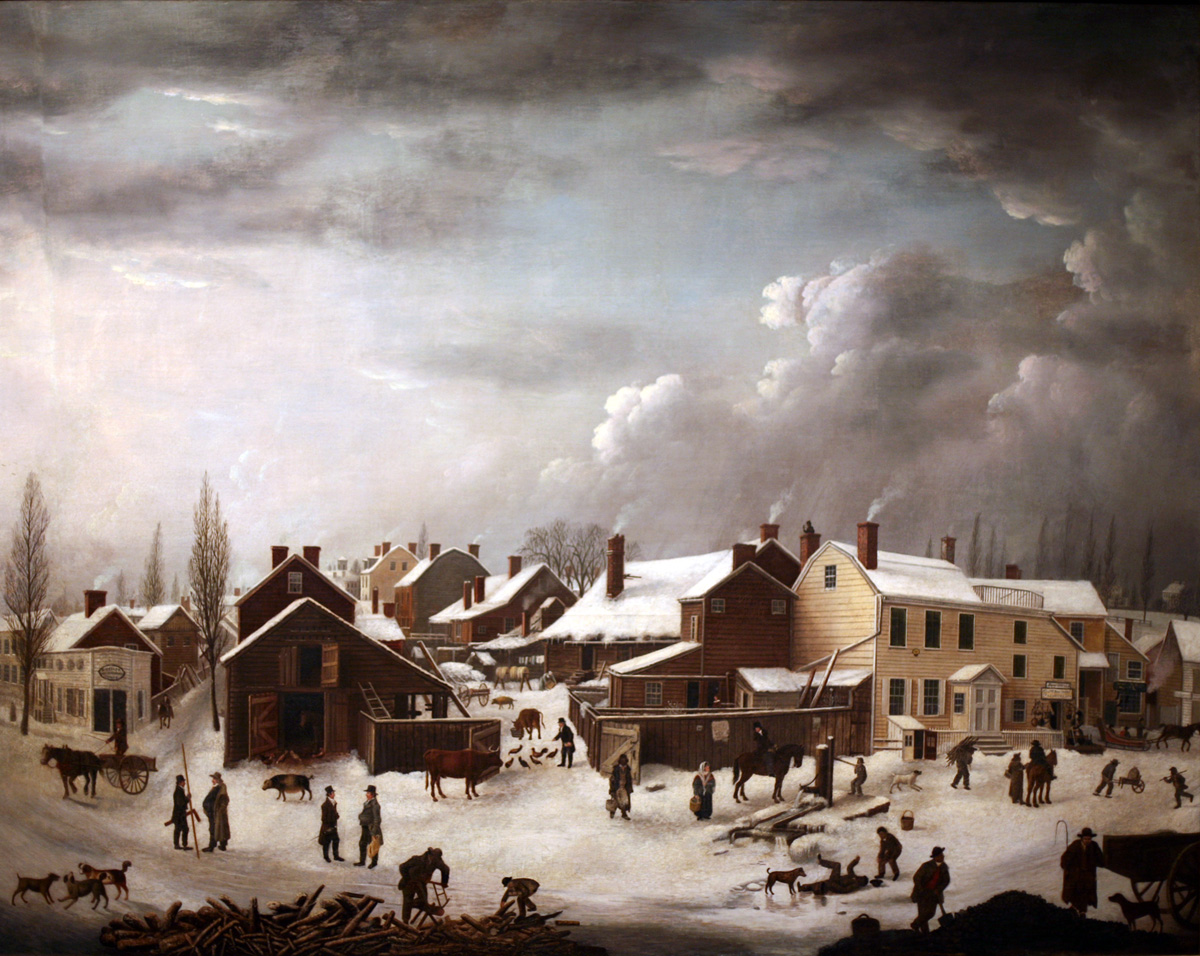
Francis Guy, Zimowa scena z Brooklynu, (ok. 1819–20)
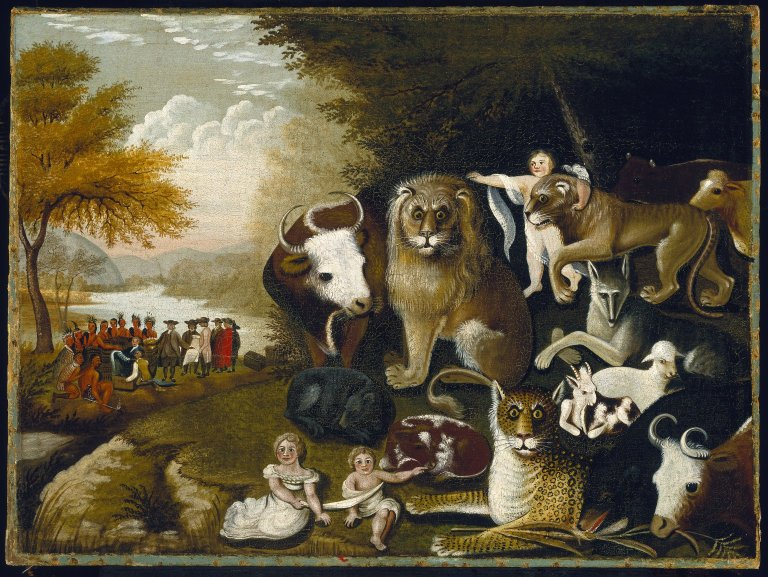
Edward Hicks, Pokojowe królestwo (ok. 1833–1834)

Wśród znanych XIX-wiecznych malarzy-pejzażystów i przedstawicieli figuratywizmu reprezentowani są: Albert Bierstadt, Frederic Edwin Church, Thomas Cole, Winslow Homer, George Inness, Eastman Johnson, William Merritt Chase, Thomas Eakins, Albert Pinkham Ryder i John Singer Sargent.

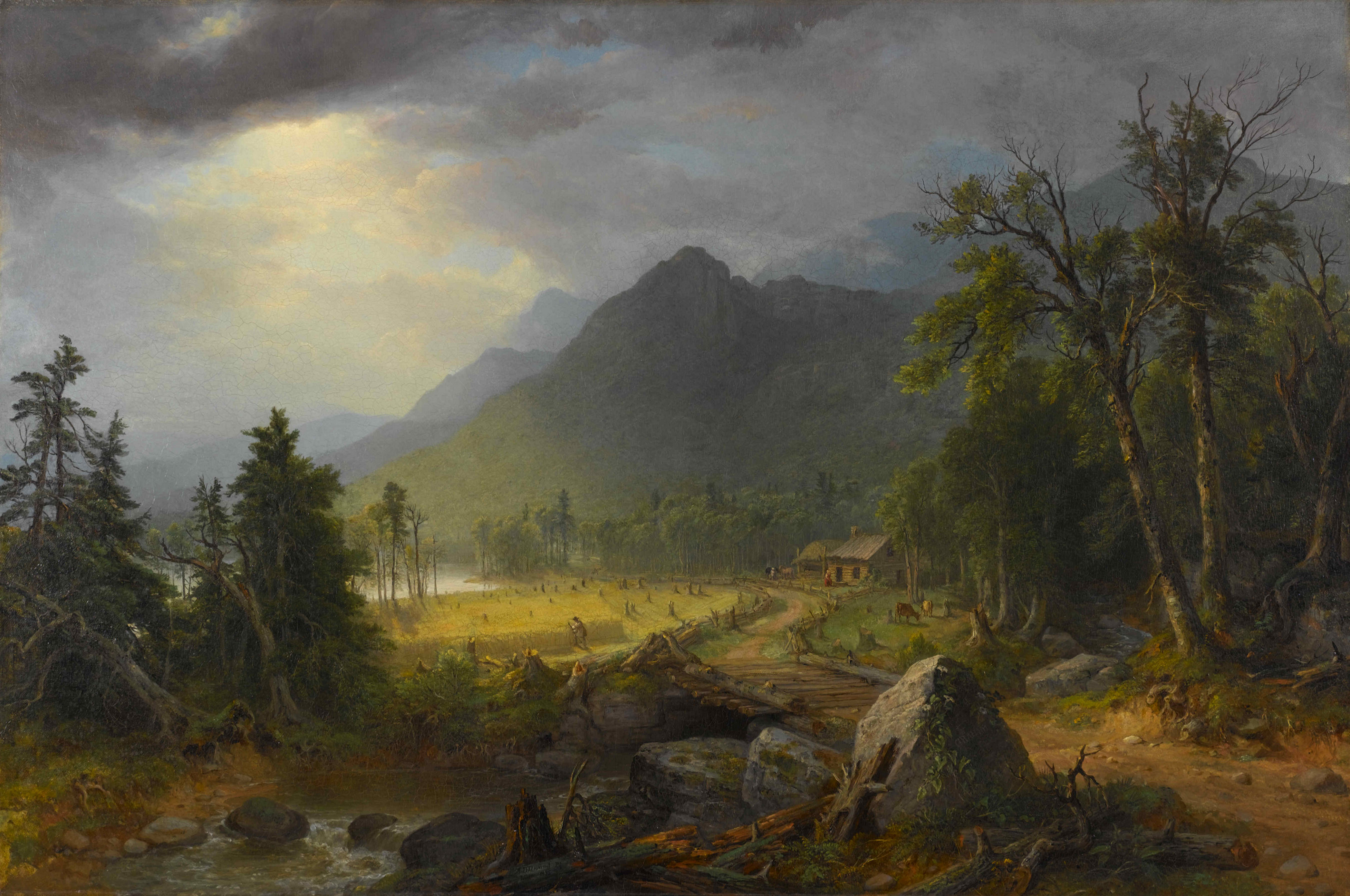
Asher Brown Durand, Pierwsze żniwa na pustkowiu (1855)
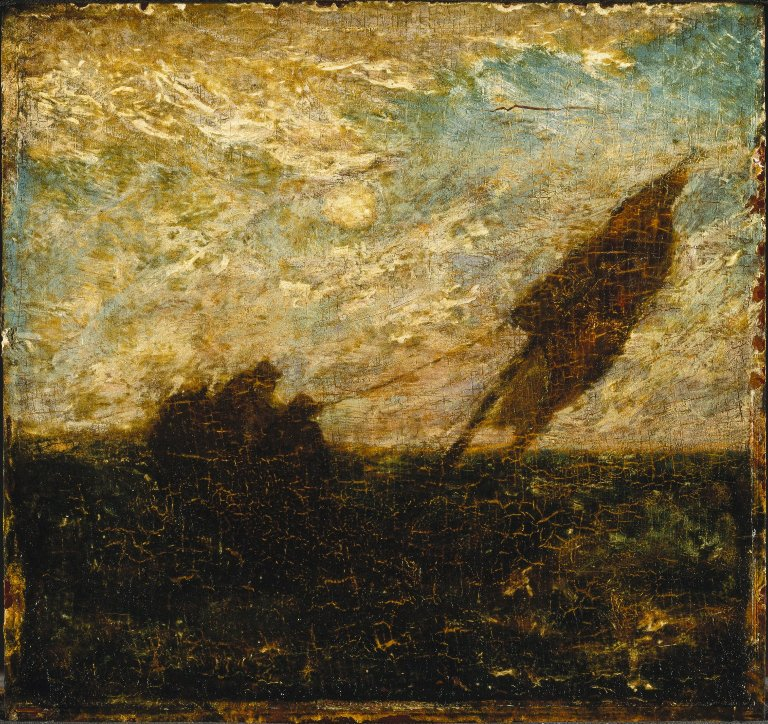
Albert Pinkham Ryder, Bezmiar wód to ich teren (1880)
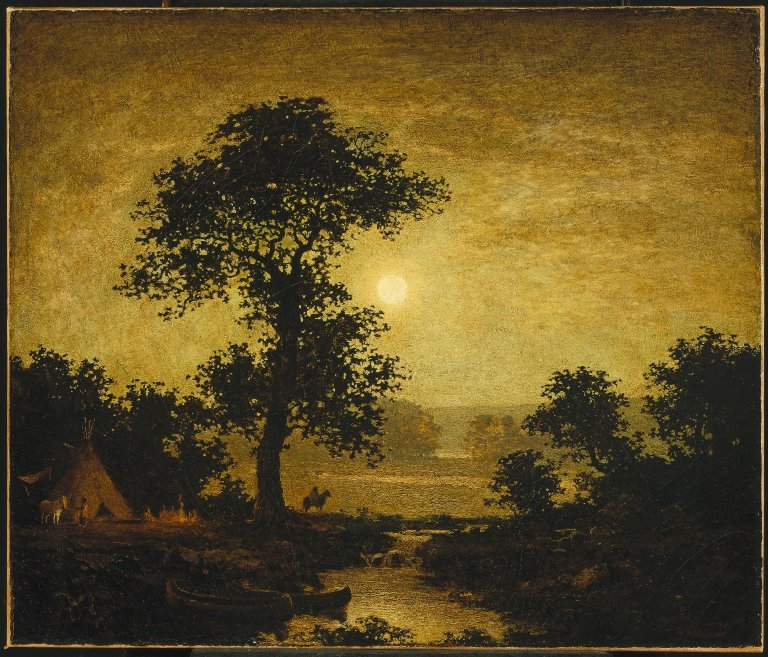
Ralph Albert Blakelock, Światło księżyca (1885)
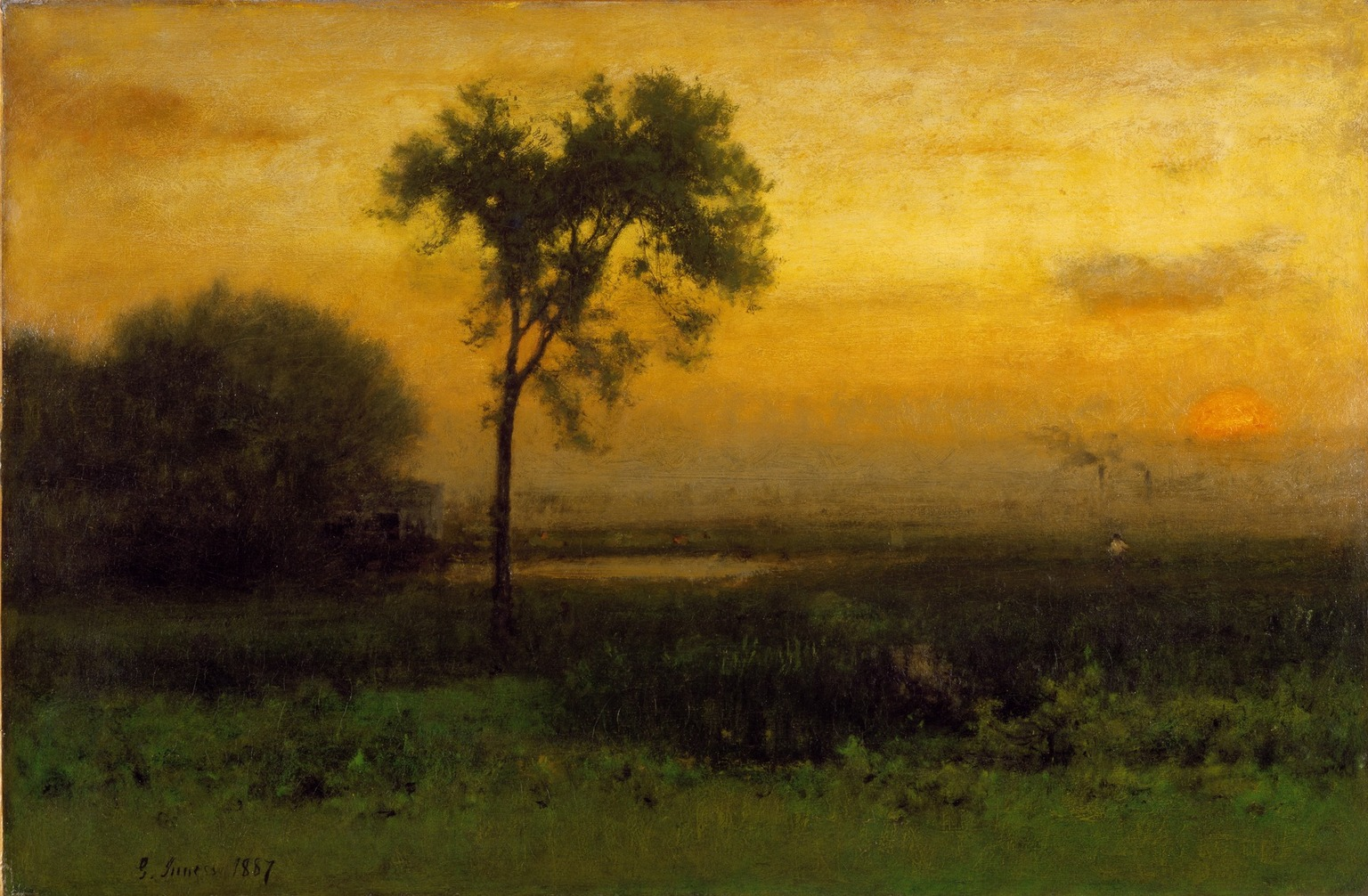
George Inness, Wschód słońca (ok. 1887)

Pogląd na amerykański impresjonizm dają obrazy Paul Helleu szkicujący z żoną pędzla Sargenta (1889), Kwiaty łąkowe Johna Twachtmana (ok. 1892) i Późne popołudnie, Nowy Jork: zima Childe’a Hassama (1900).

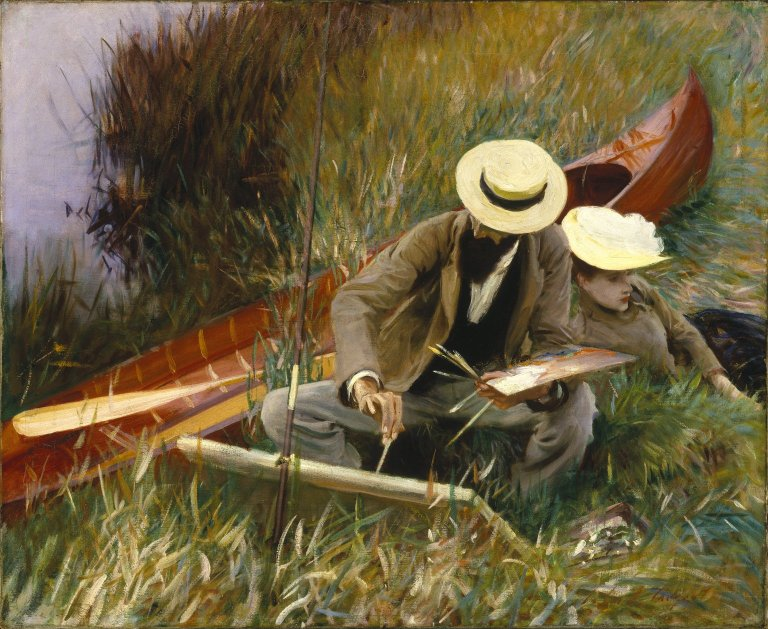
John Singer Sargent, Paul Helleu szkicujący z żoną (1889)
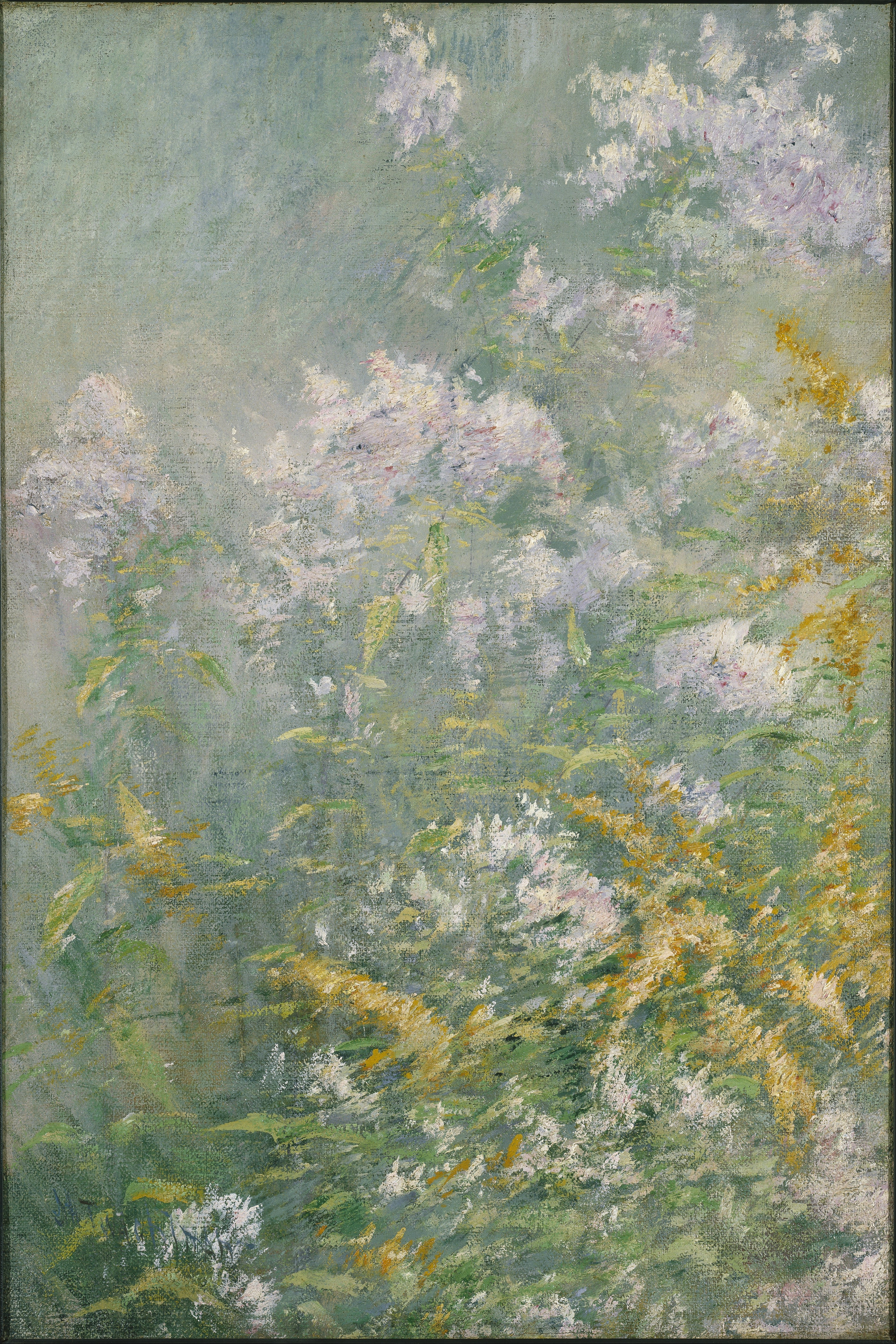
John Twachtman, Kwiaty łąkowe (ok. 1892)
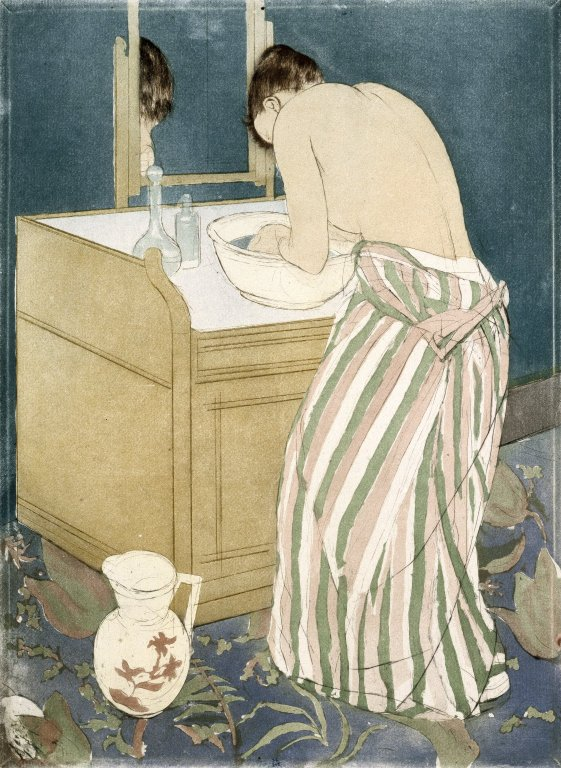
Mary Cassatt, Toaleta (ok. 1889–1894)
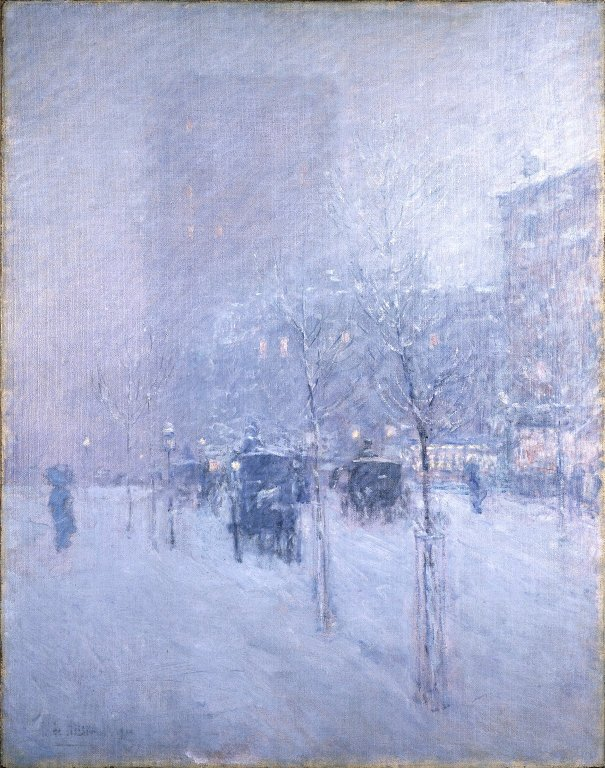
Childe Hassam, Późne popołudnie, Nowy Jork, zima (1900)

Sztukę realizmu przełomu XIX i XX w. reprezentują prace malarzy Ashcan School.

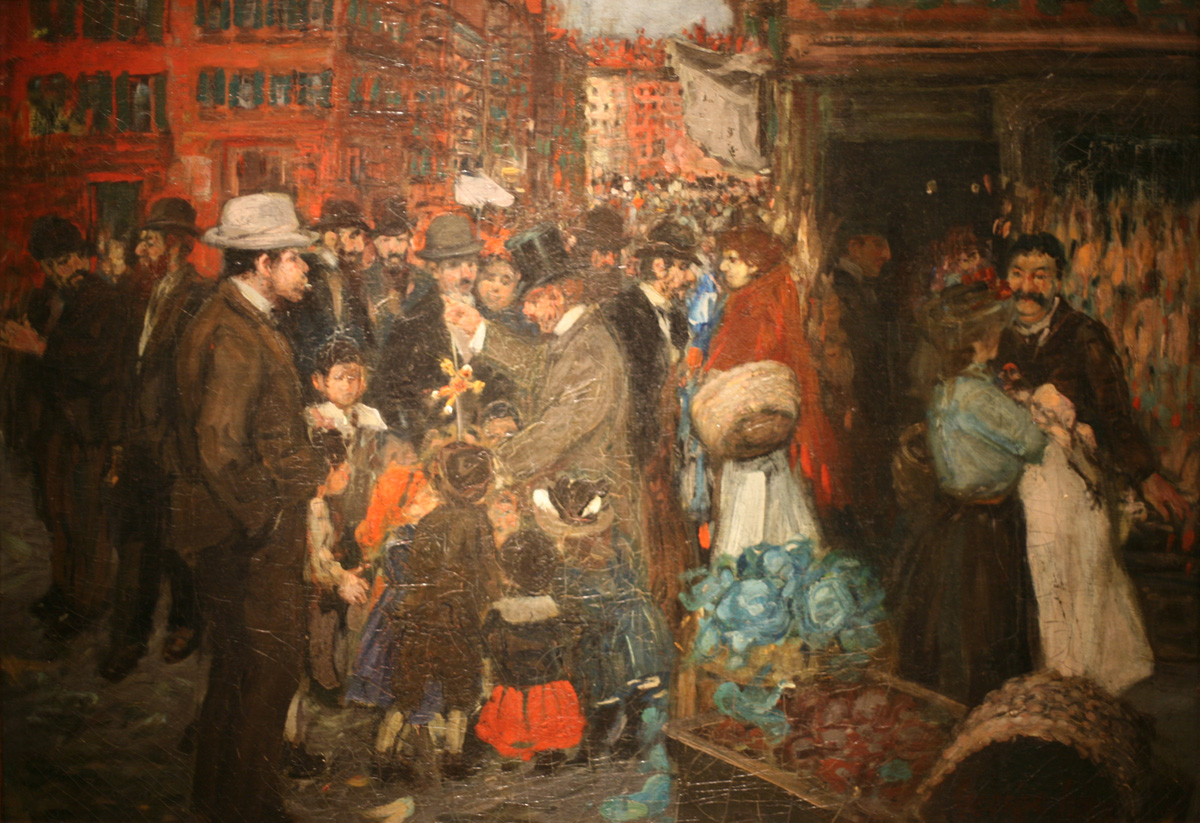
George Luks, Scena uliczna (Hester Street) (1905)
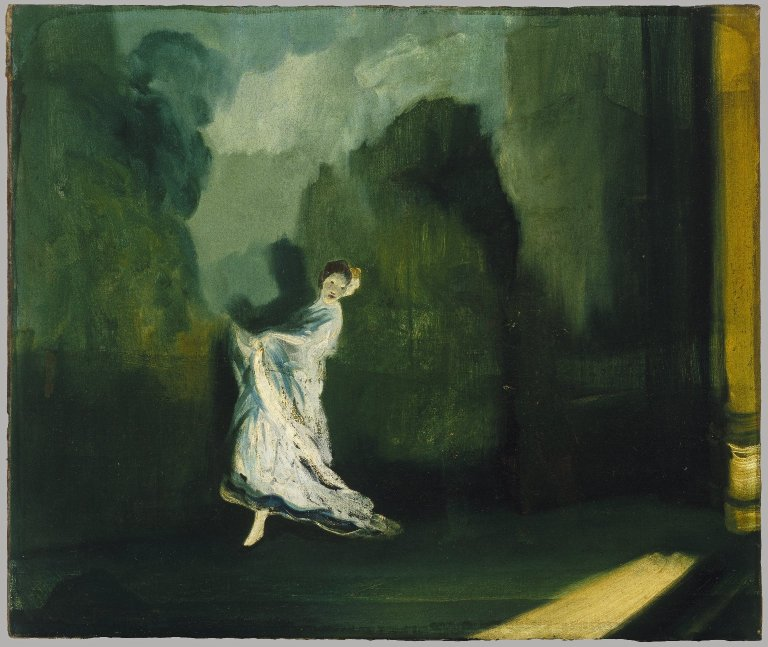
Everett Shinn, Keith's Union Square (1900–1908)
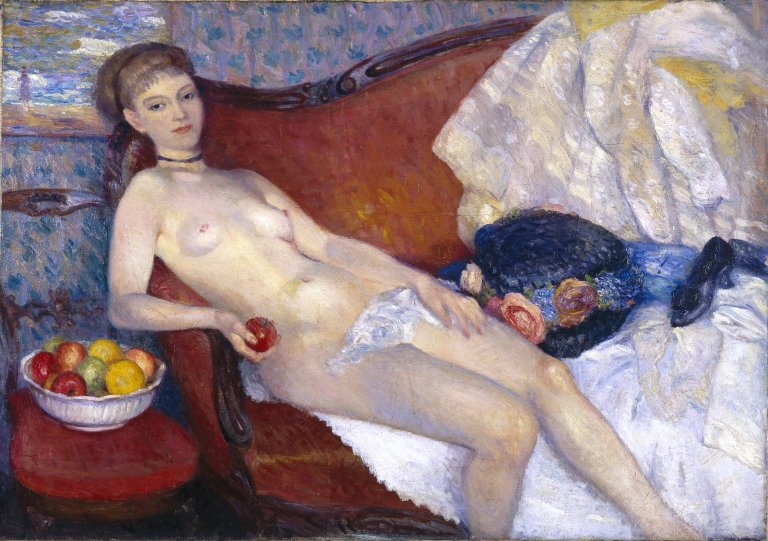
William Glackens, Akt z jabłkiem (1909–1910)
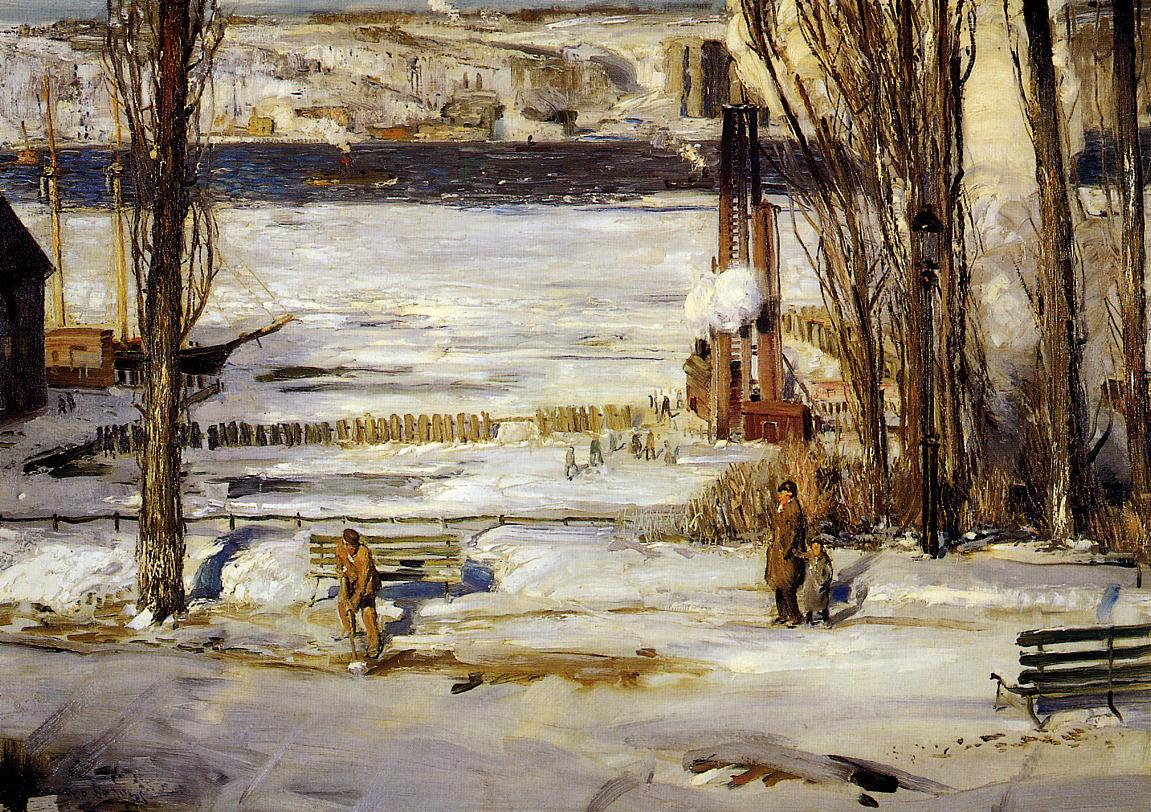
George Bellows, Poranny śnieg na rzece Hudson (1910)

Z kolei dorobek wczesnego modernizmu w Ameryce prześledzić można na przykładzie obrazów Maxa Webera, Marsdena Hartleya, Georgii O’Keeffe i Charlesa Sheelera.

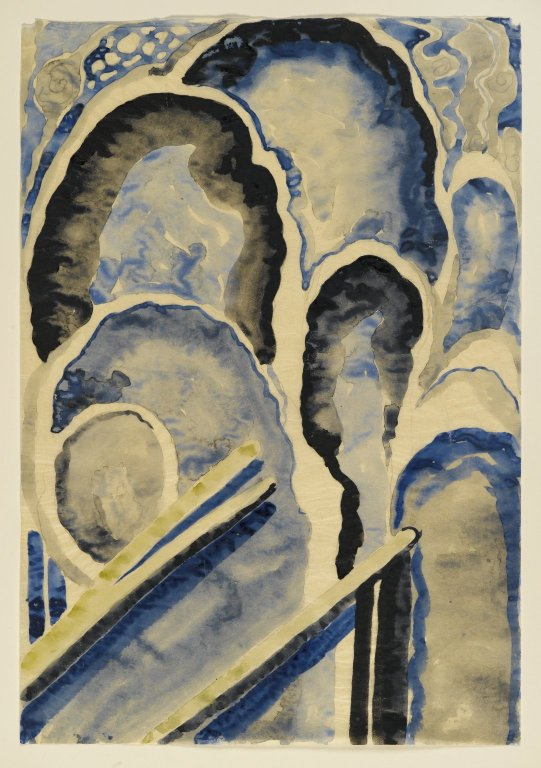
Georgia O’Keeffe, Blue 1 (1916)
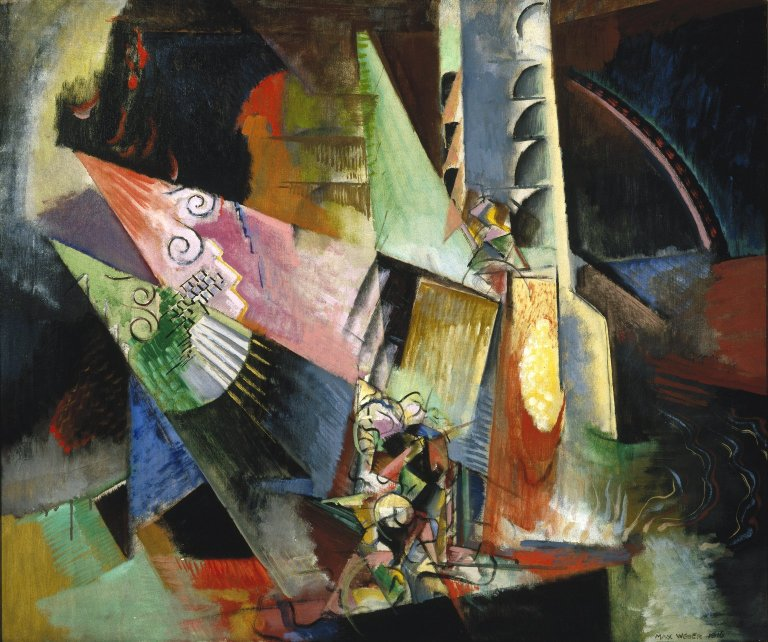
Max Weber, Rosyjski balet (1916)
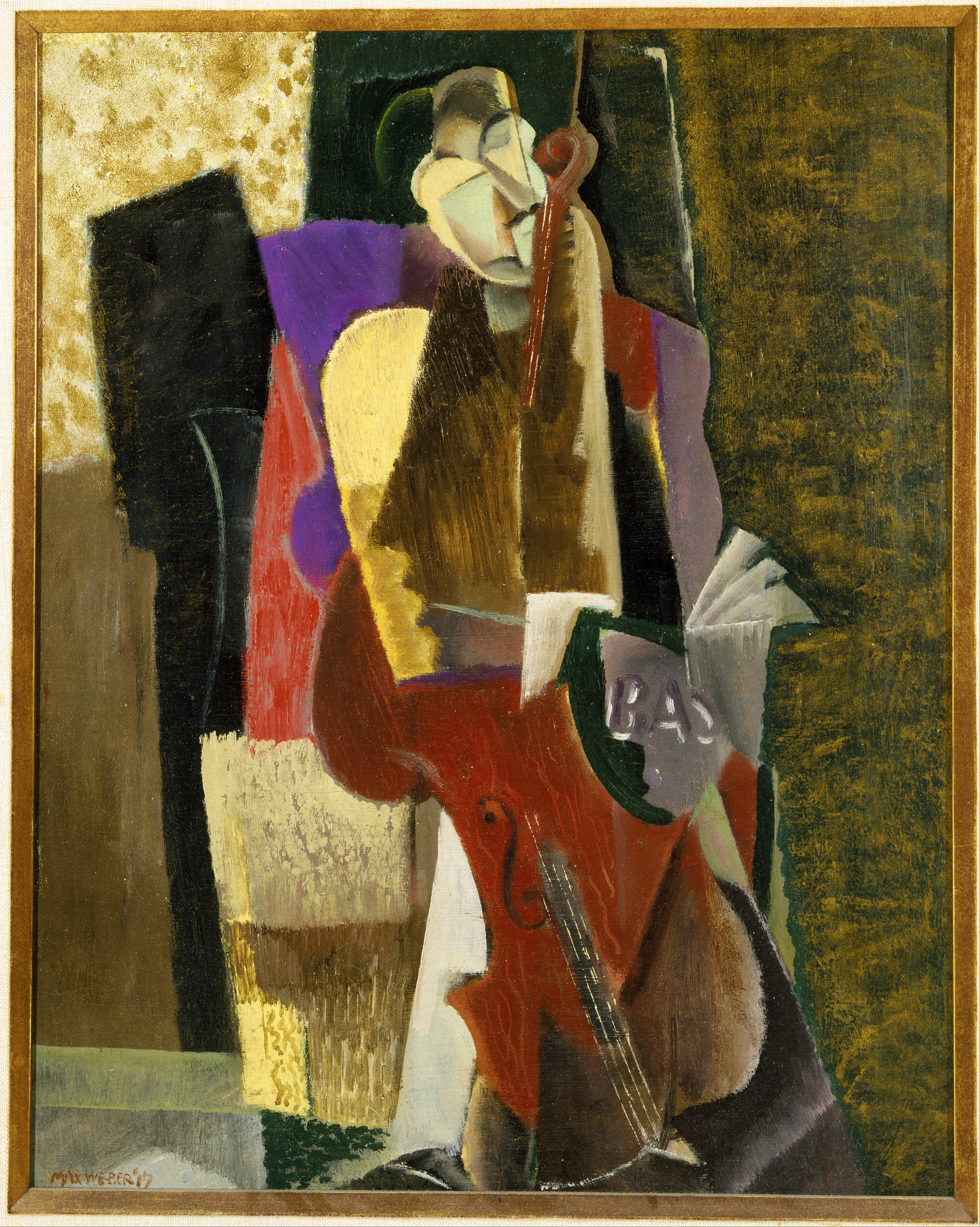
Max Weber, Wiolonczelista (1917)
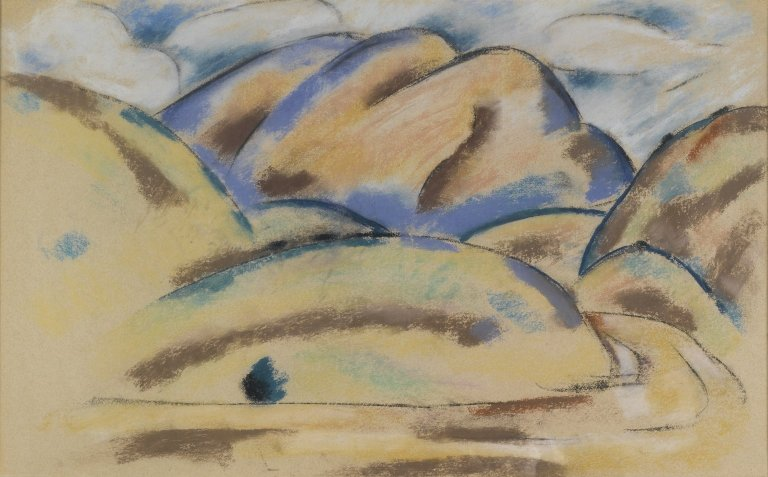
Marsden Hartley, Pejzaż, Nowy Meksyk (1916–1920)

Ozdobą obszernej kolekcji akwarel obejmującej okres trzech stuleci są najsłynniejsze obrazy Homera i Sargenta, a także ważne dzieła Edwarda Hoppera, Johna Marina, Marka Rothko i Normana Rockwella. Ważnym działem kolekcji jest zbiór pasteli takich artystów jak: Mary Cassatt, John Twachtman, William Merritt Chase, Arthur Bowen Davies i Everett Shinn. Dział rysunków (z okresu od końca XVIII do połowy XX w.) zawiera znaczące dzieła Johna Singletona Copleya, artystów Hudson River School, amerykańskich prerafaelitów i Ralpha Alberta Blakelocka, zaś dział grafiki – prace Winslowa Homera, artystów Ashcan School i amerykańskich modernistów.

#### Rzeźba

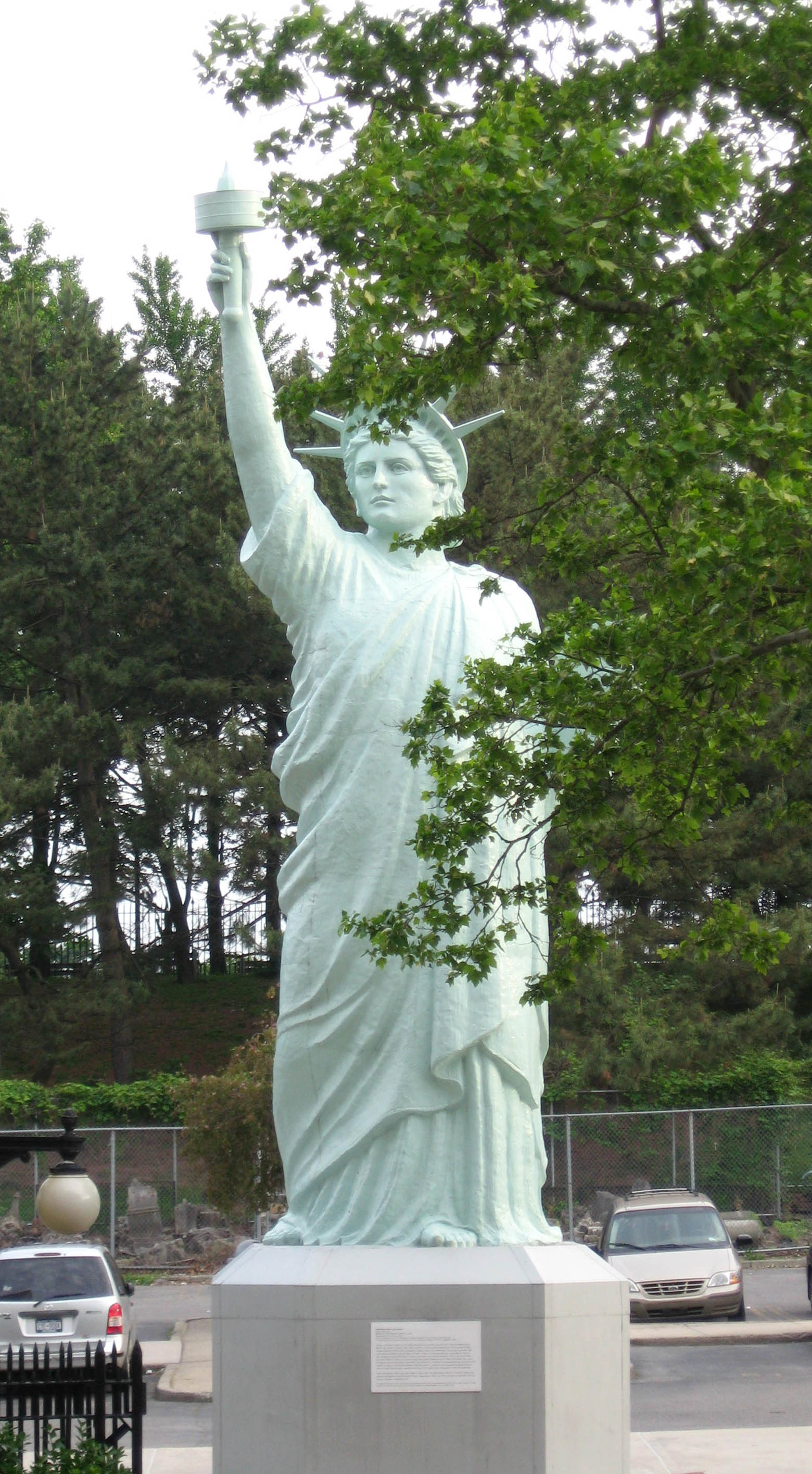
Replika Statuy Wolności

Wśród kolekcji rzeźb uwagę zwraca renomowane dzieło Zima dłuta Williama Rusha (1810) oraz słynny marmurowy posąg Grecki niewolnik Hirama Powersa (1869), stanowiący apogeum XIX-wiecznego stylu neoklasycystycznego. Styl Beaux-Arts jest bogato reprezentowany przez rzeźby z brązu m.in. Augustusa Saint-Gaudensa, Frederica MacMonniesa i Olina Leviego Warnera. Modernizm reprezentują dzieła w brązie i kamieniu wykonane przez Elie Nadelmana, Gastona Lachaise, Malviny Hoffman i znanego afroamerykańskiego artystę Williama Edmondsona.
W Muzeum znajduje się także znacząca kolekcja rzeźby i detalu architektonicznego, której część eksponowana jest na zewnątrz, w tzw. ogrodzie rzeźby Steinberg Family Sculpture Garden. Galeria ta, nosząca poprzednio nazwę Frieda Schiff Warburg Memorial Sculpture Garden, powstała w 1966 r. jako miejsce ekspozycji rzeźb uratowanych z wyburzanych obiektów architektonicznych Nowego Jorku. W kolekcji tej, składającej się głównie z prac anonimowych rzemieślników, wykonanych pomiędzy 1880 a 1910 rokiem, reprezentowane są też charakterystyczne ozdoby architektoniczne z budynków nadal stojących w starej części nowojorskiego City. Niektóre z tych przedmiotów zostały wyrzeźbione z wapienia, piaskowca, granitu lub marmuru, inne są odlane z metalu. Jeszcze inne zostały wykonane z terakoty lub z wypalanej gliny, szeroko stosowanej w miejskiej architekturze jako ornament, zwłaszcza po wielkim pożarze Chicago z 1871 r.
W kolekcji reprezentowane są różnorodne przykłady form tworzonych dla wzbogacenia elewacji budynków mieszkalnych i komercyjnych: ślimacznice, girlandy, owoce, kwiaty, symbole rogu obfitości, muszle, wzory geometryczne i roślinne, wyobrażenia ludzi, zwierząt i fantastycznych stworów.
Większość prac została wykonana przez anonimowych kamieniarzy, głównie imigrantów z Wielkiej Brytanii, a później także i z Włoch, który przenosili się z jednego placu budowy na drugi.

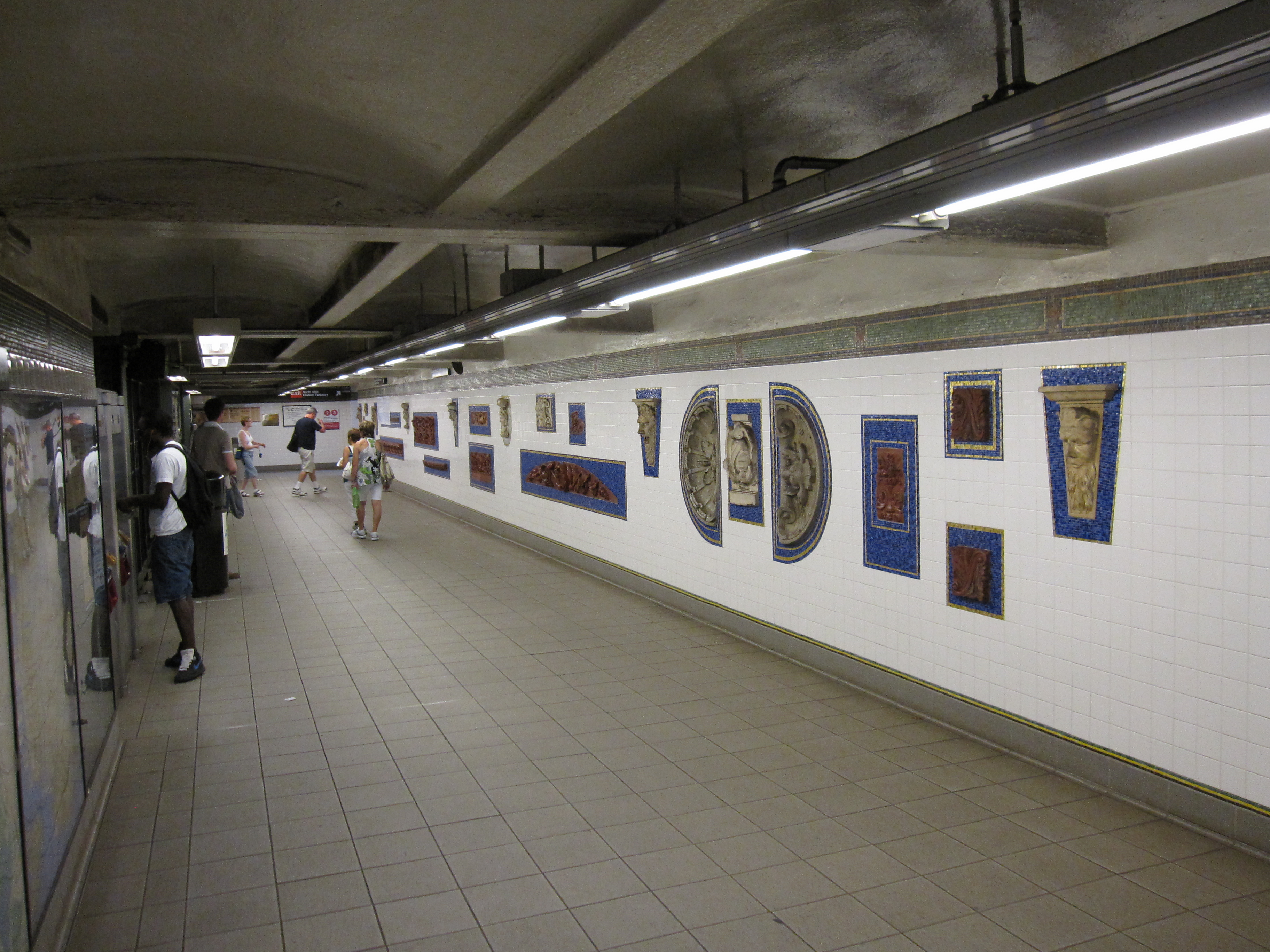
Przejście podziemne z muzeum do stacji metra Eastern Parkway/Brooklyn Museum

Na przełomie XIX i XX w. ich pracę zastąpiły w znacznej części wyroby fabryczne, produkowane głównie z terakoty. Pewna część eksponatów z tej kolekcji została zaprojektowana przez znanych artystów i architektów, w tym Louisa Sullivana, firmę McKim, Mead and White, Irwina S. Chanina oraz Gutzona Borgluma.
Ogród rzeźb zmienił się znacząco w 2000 r., kiedy ukształtowano na nowo przestrzeń wokół południowego wejścia do budynku. W roku 2004 zmieniono nazwę galerii na Steinberg Family Sculpture Garden; umieszczono w niej wówczas replikę Statuy Wolności. W latach późniejszych do galerii dodano kolejne rzeźby. W 2003 r. odnowiono wejście prowadzące do muzeum z bulwaru Eastern Parkway oraz przejście podziemne, prowadzące do muzeum z przystanku metra Eastern Parkway/Brooklyn Museum.

### Sztuka europejska
Kolekcja sztuki europejskiej obejmuje ok. 6 600 eksponatów. Oprócz ponad 600 obrazów i 5 600 prac na papierze w kolekcji znajduje się również ponad 100 hiszpańskich obrazów z okresu kolonialnego i ok. 300 rzeźb. W ramach kolekcji są mniejsze, ważne podzbiory, jak: ponad 400 prac na papierze Jamesa Tissota, poświęconych życiu Jezusa Chrystusa, nabytych w drodze publicznej subskrypcji w roku 1900, obszerny zbiór niemieckiej grafiki z okresu ekspresjonizmu, Minotauromachia Pabla Picassa, cykl graficzny Kaprysy (Los Caprichos) Francisca Goi w oryginalnej oprawie, ponad 100 rzeźb Antoine’a-Louisa Barye oraz ponad 60 rzeźb Auguste’a Rodina, z których większość to dary Iris i Geralda Cantorów.
Dwie zasadnicze grupy w kolekcji malarstwa stanowią: szkoły włoska i północna sprzed roku 1800 oraz malarstwo francuskie wraz z różnymi kierunkami panującymi w XIX i początku XX w.
Kolekcja obrazów wczesnego włoskiego renesansu, skompletowana głównie na przełomie XIX i XX w. została podarowana Brooklyn Museum przez Franka L. Babbotta i jego spadkobierców. W 1995 r. uzupełnił ją majestatyczny obraz Madonna z Dzieciątkiem tronująca ze świętymi pędzla Nardo di Cione, a w 2000 zwieńczenie nastawy ołtarzowej Chrystus Błogosławiący, powszechnie uważanej za jeden z najważniejszych XIV-wiecznych obrazów w Ameryce.
W zbiorach malarstwa XIX-wiecznego dominuje malarstwo francuskie. Ważne ruchy artystyczne II poł. XIX w. reprezentowane są przez imponującą kolekcję obrazów szkoły z Barbizon, czy prace najbardziej znanych impresjonistów: Claude’a Moneta, Edgara Degasa, Camille’a Pissarro, Paula Cézanne’a i Berthe Morisot, z których wiele było pierwszymi tego rodzaju dziełami w amerykańskich zbiorach publicznych.
Na parterze pawilonu wejściowego im. Rubina znajdują się wybrane rzeźby Rodina.

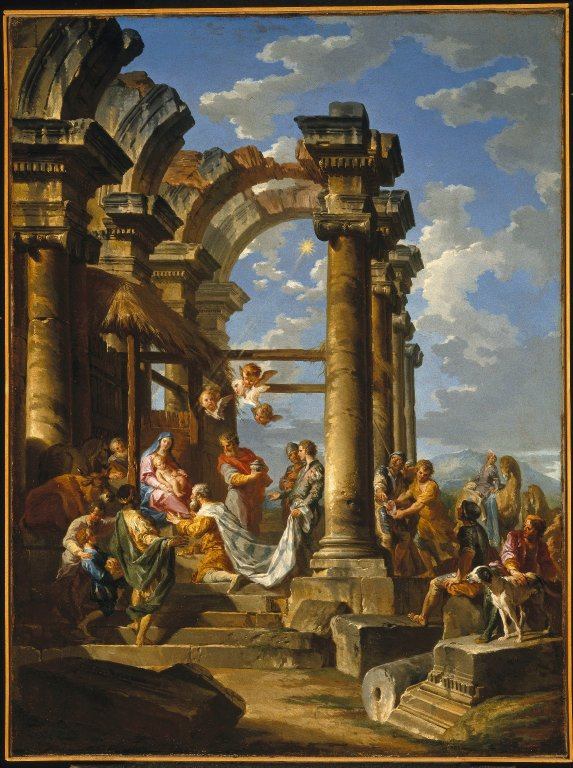
Giovanni Paolo Panini, Pokłon Trzech Króli (1753–1757)
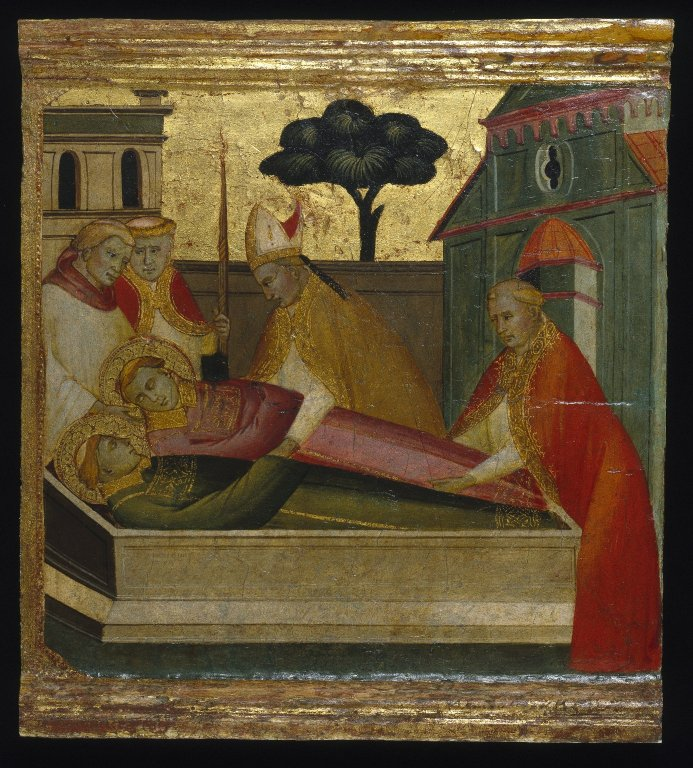
Lorenzo di Niccolò, Św. Wawrzyniec złożony do grobu św. Szczepana (1410–1414)
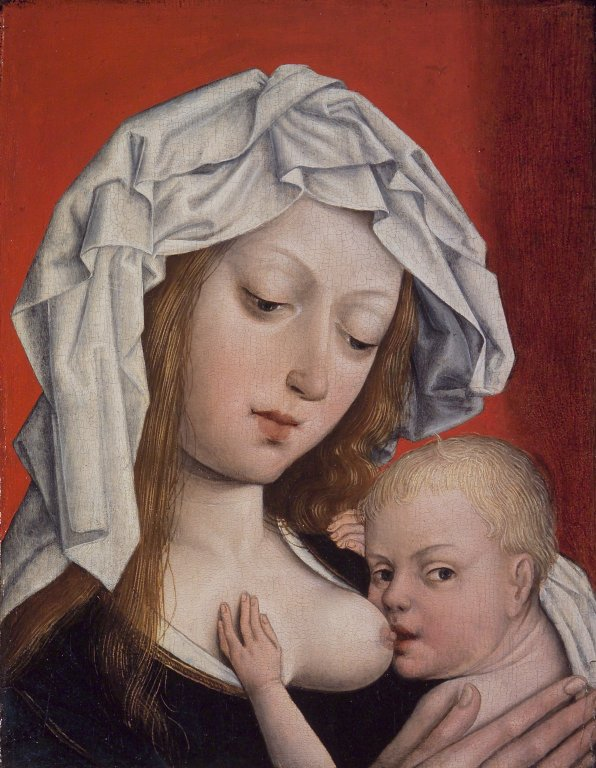
Mistrz legendy o św. Marii Magdalenie, Madonna karmiąca Dzieciątko (II. poł. XV w.)
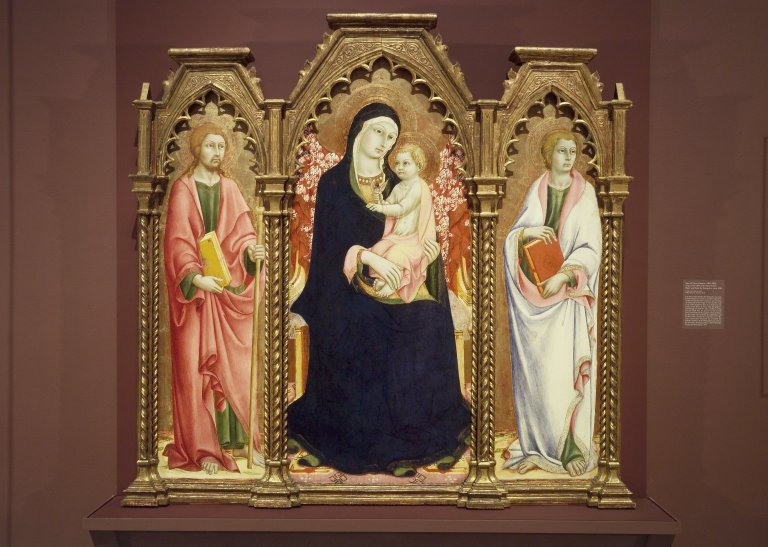
Sano di Pietro, Tryptyk z Madonną z Dzieciątkiem, św. Jakubem i św. Janem Ewangelistą (ok. 1460–1462)
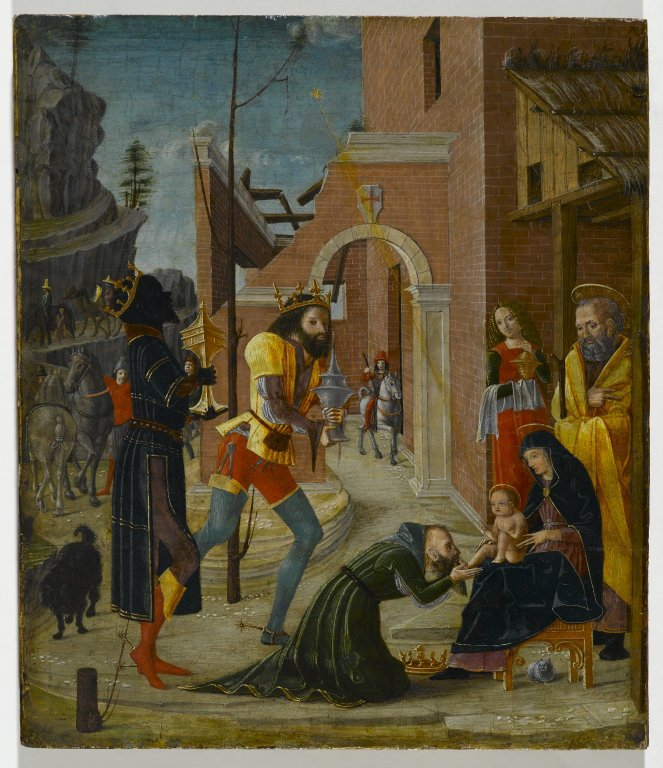
Bernardino Butinone, Pokłon Trzech Króli (1485–1495)

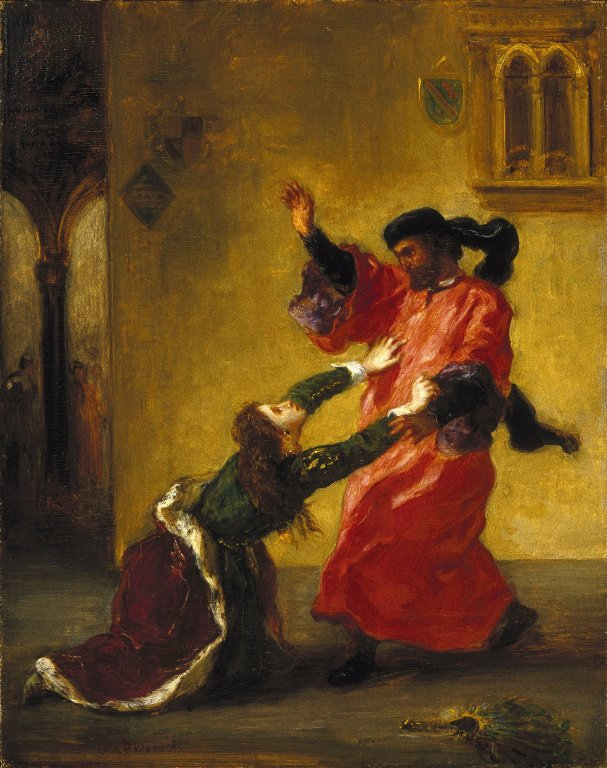
Eugène Delacroix, Desdemona przeklęta przez swojego ojca (Desdemona maudite par son père), ok. 1850-1854
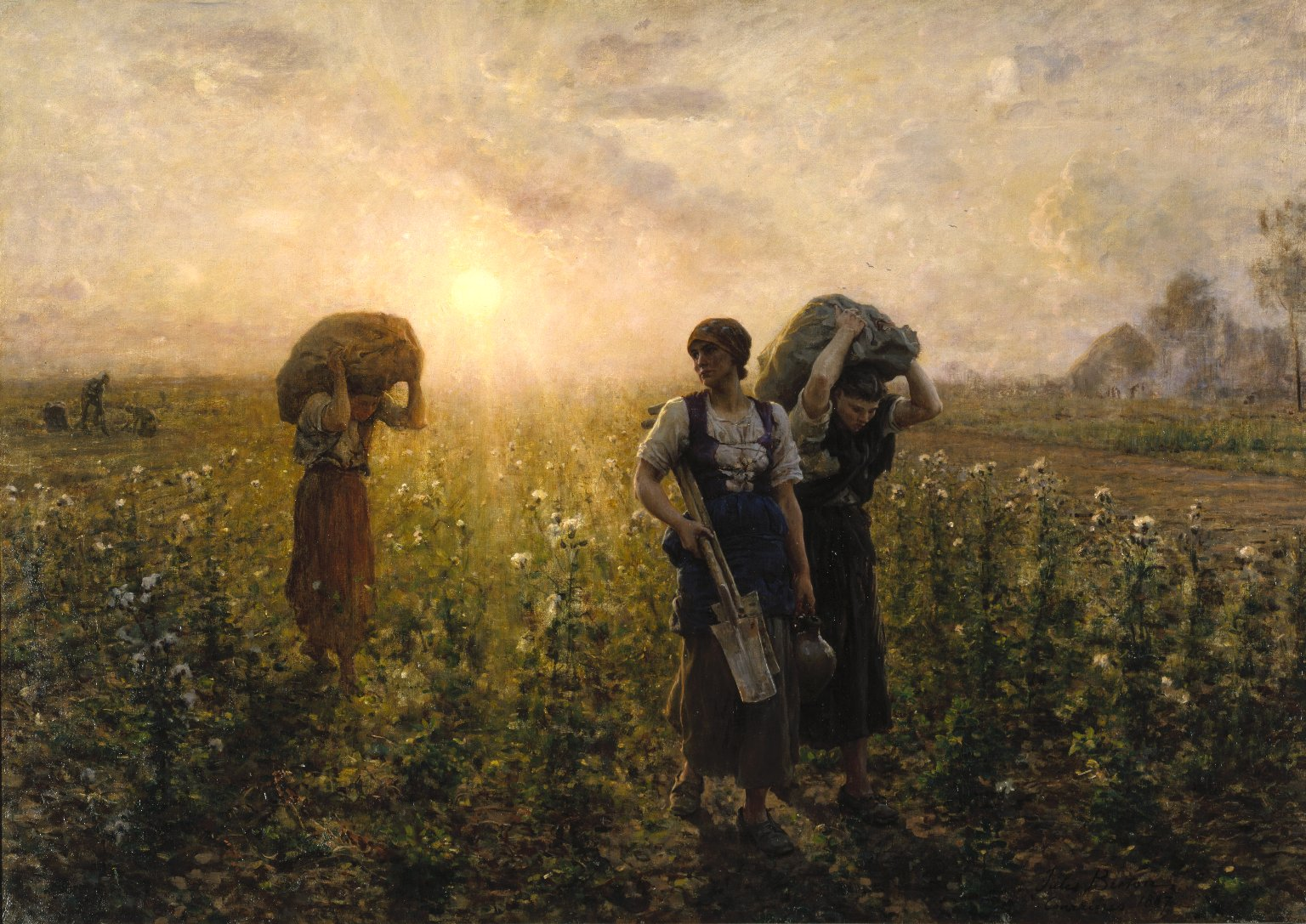
Jules Breton, Koniec dnia roboczego (Fin du travail), ok. 1886-1887
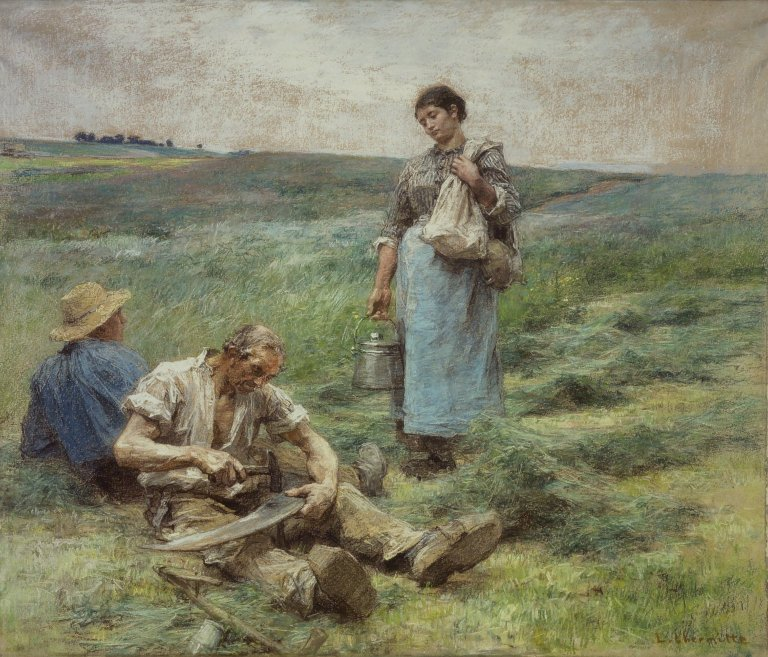
Léon Augustin Lhermitte, Posiłek starego żniwiarza (La soupe du vieux faucheur), ok. 1886
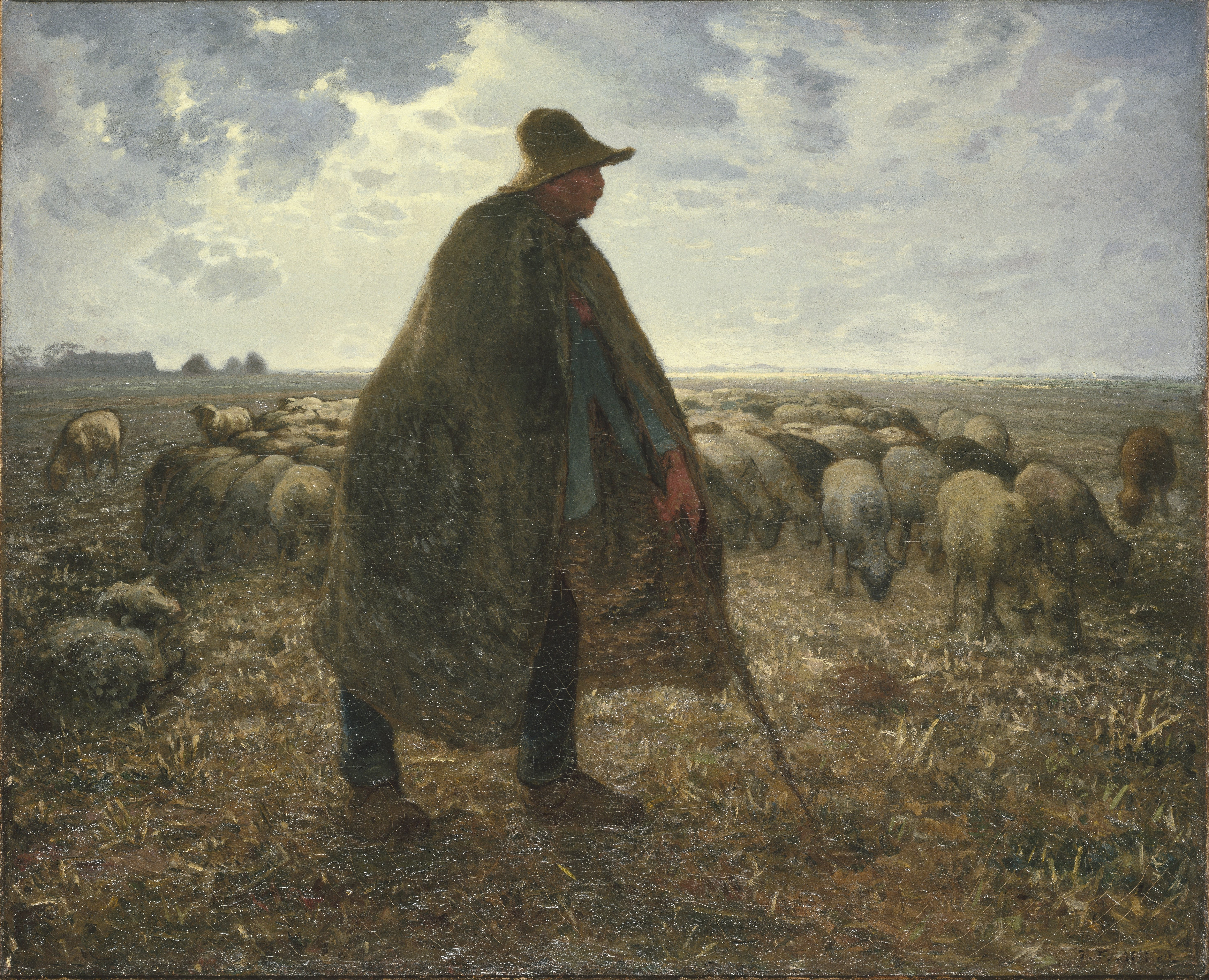
Jean-François Millet, Pasterz doglądający stada, ok. 1860–1863
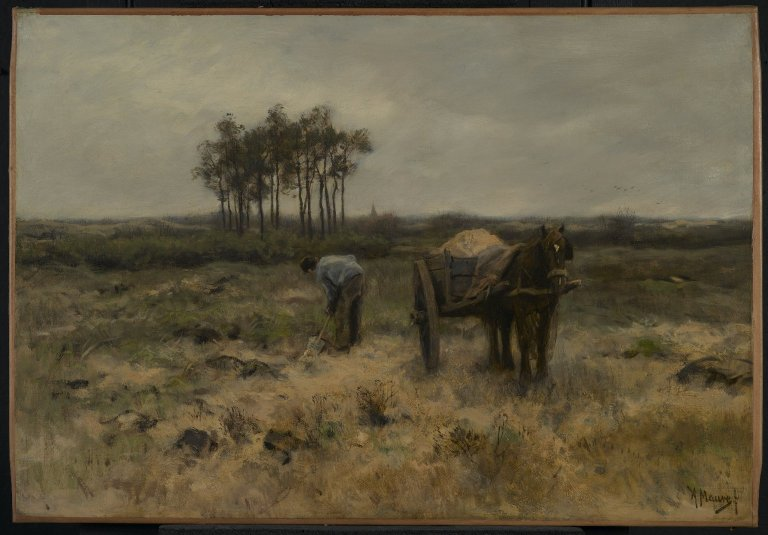
Anton Mauve, Kopanie piasku, ok. 1875

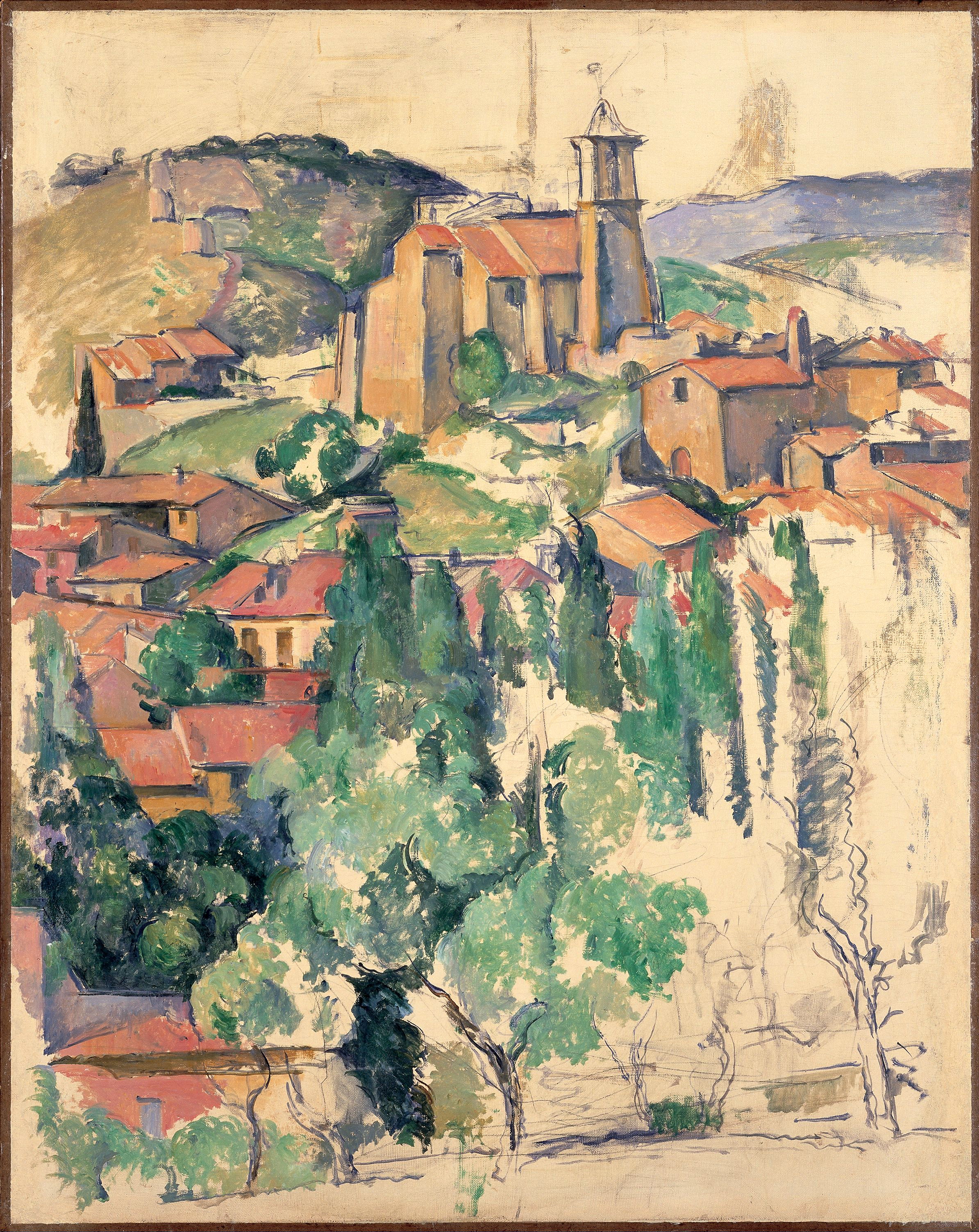
Paul Cézanne, Widok Gardanne (1885–1886)
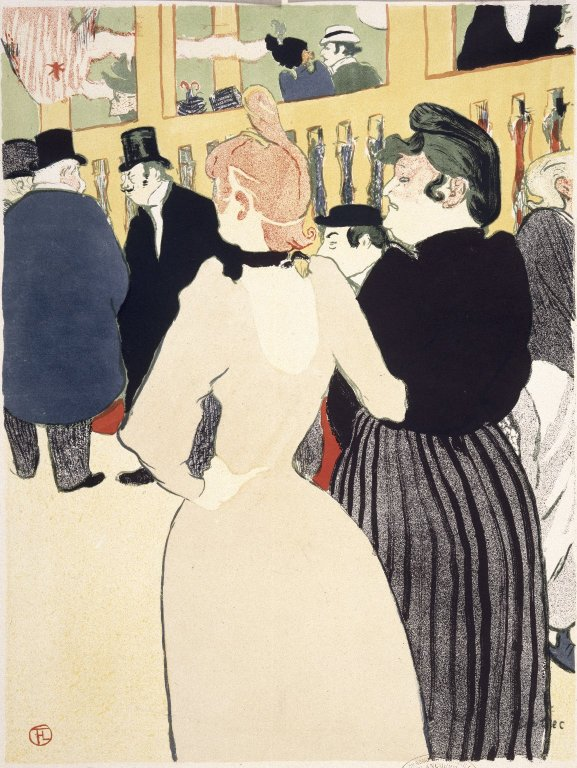
Henri de Toulouse-Lautrec, W Moulin Rouge (ok. 1892)
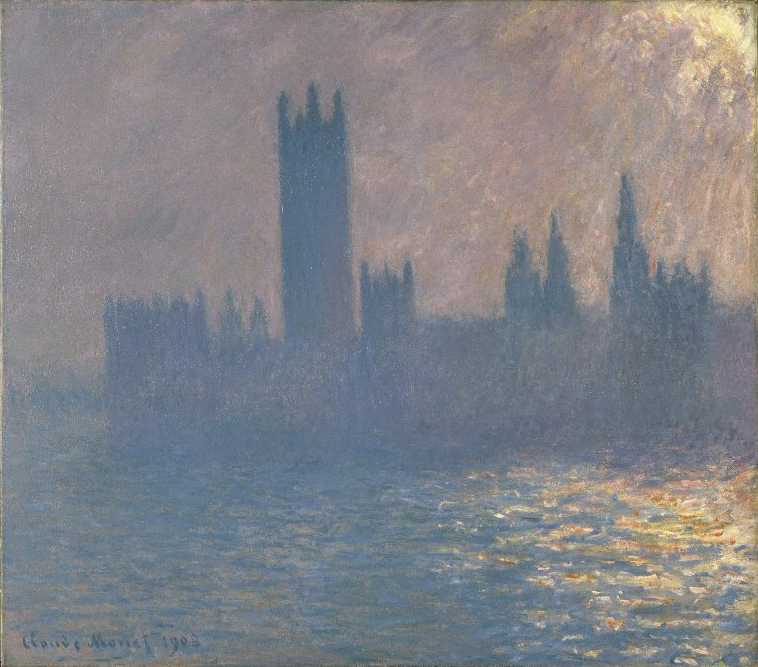
Claude Monet, Parlament w blasku słońca (1903)
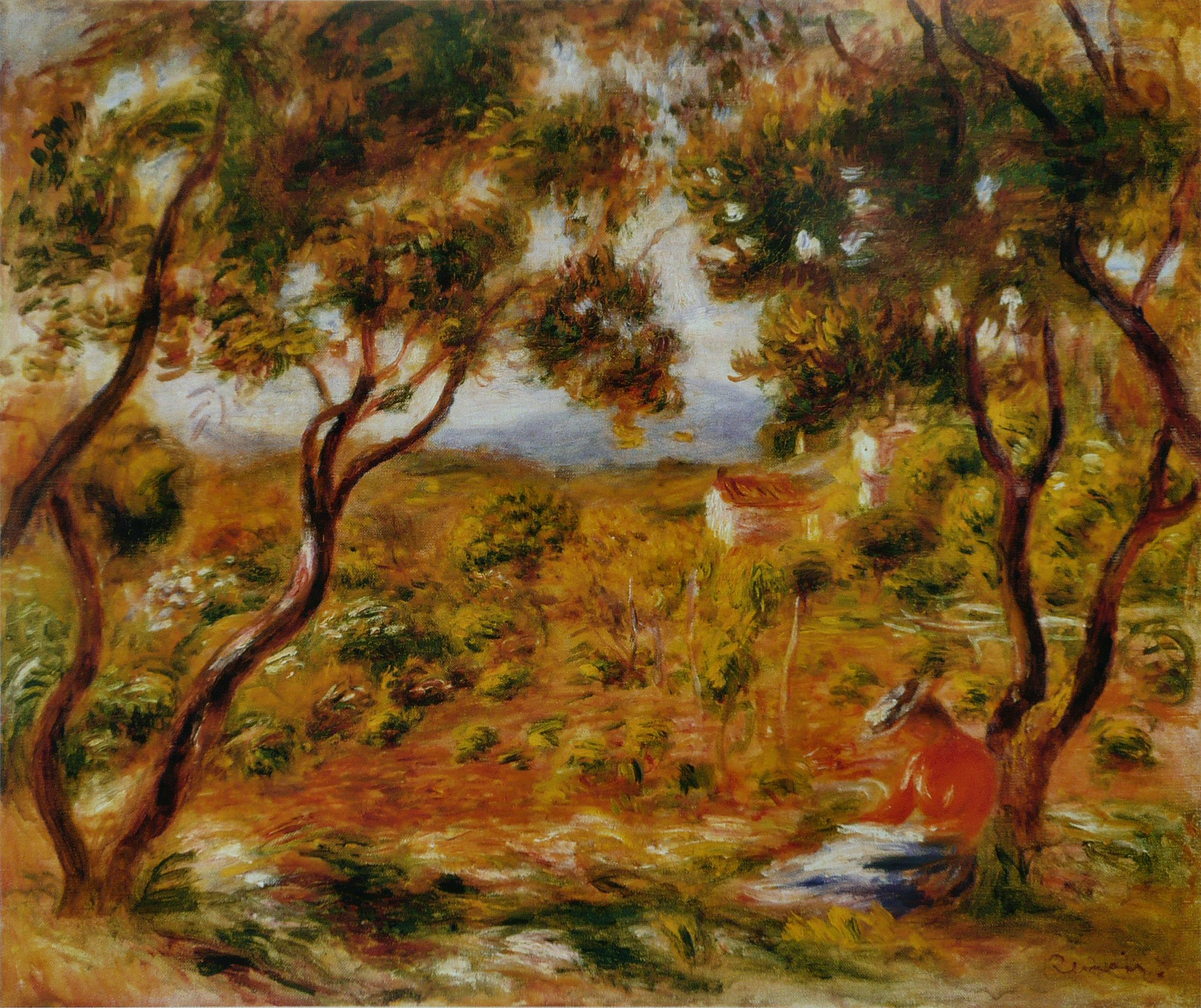
Auguste Renoir, Les Vignes à Cagnes (1908)
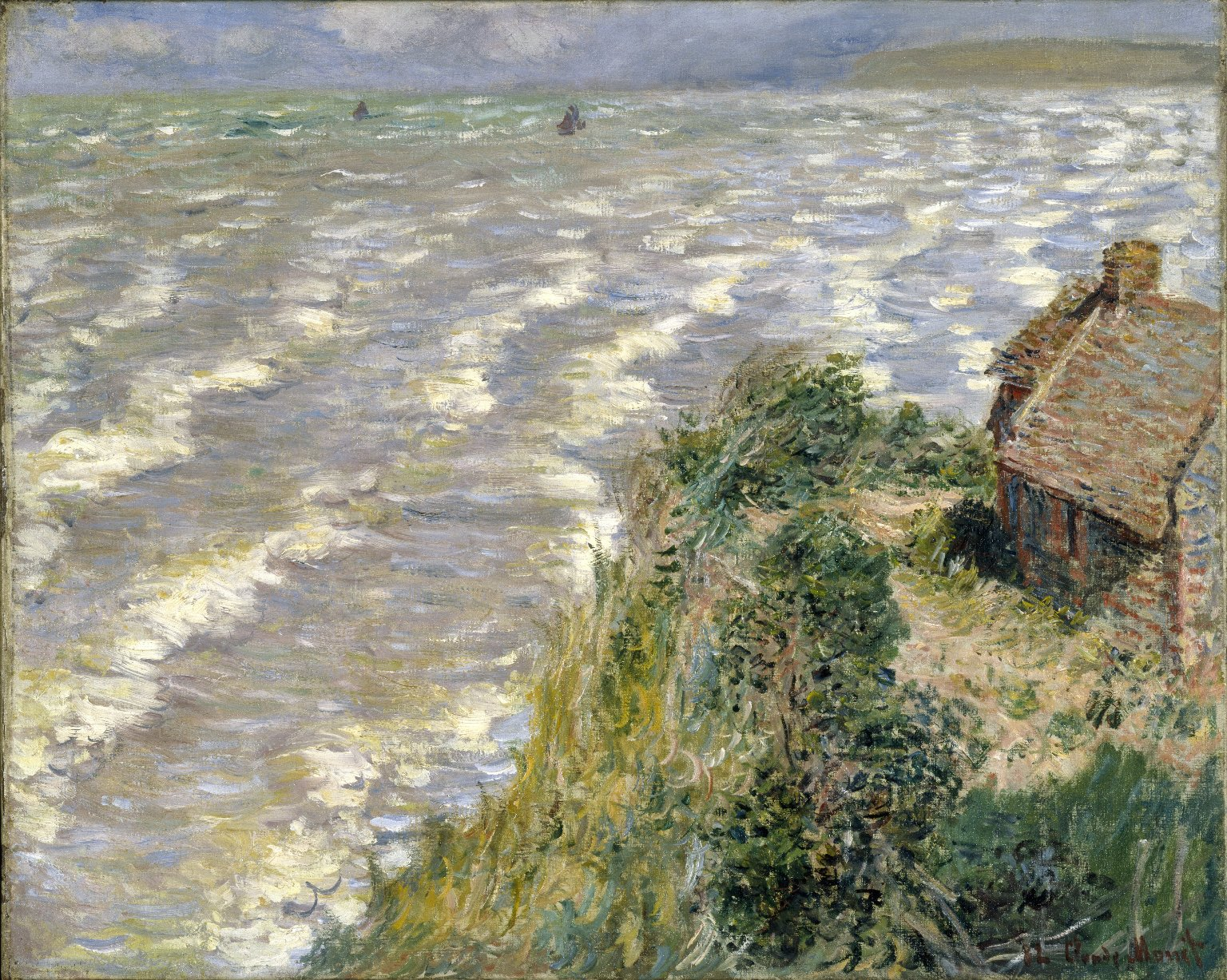
Claude Monet, Przypływ w Pourville (Marée montante à Pourville), ok. 1882

### Sztuka obu Ameryk
Kolekcja sztuki obu Ameryk liczy ok. 35 000 eksponatów i należy do największych i najważniejszych tego typu zbiorów w Stanach Zjednoczonych. Zaczęła ona powstawać już w roku 1903, a jej podstawowy zasób pochodzi z okresu kadencji dwóch pierwszych kuratorów Brooklyn Museum, Stewarta Culina (w latach 1903–1929) i Herberta Spindena (w latach 1929–1950).

#### Historia kolekcji
Stewart Culin, etnolog, zainicjował nabywanie dzieł autochtonicznych Amerykanów na początku XX w., na długo przed tym, zanim amerykańskie muzea sztuki zainteresowały się sztuką tubylczych ludów Ameryki Północnej, Środkowej i Południowej. W latach 1903–1911, dzięki sponsorowaniu przez Brooklyn Museum wypraw na Wybrzeże Północno-Zachodnie, do Kalifornii i Oklahomy, Culin nabył ponad 9 000 przedmiotów do muzealnej kolekcji. To dzięki jego staraniom muzealne zbiory dzieł sztuki autochtonicznych Amerykanów zamieszkujących północno-zachodnie wybrzeże są szczególnie bogate. Składają się na nie takie wyroby jak: maski, kapelusze, grzechotki, kosze, i rzeźby (zarówno małe jak i monumentalne) reprezentujące sztukę plemion Nuu-Chah-nulth, Heiltsuk, Kwakwaka'wakw, Tshimian, Haida i Tlingit. W zbiorach sztuki południowo-zachodniego regionu Stanów Zjednoczonych znalazły się: polichromowana ceramika, haftowane tkaniny, misternie wykonane przez rzemieślników Hopi i Zuni lalki Kaczyni, kosze i ubrania plemion Pomo, Hupa, Yurok i Maidu z Kalifornii, zaś w zbiorach rejonu środkowego – wyroby plemienia Osedżów z Oklahomy. Culin wszystkie nabywane przedmioty opatrywał wyczerpującymi notatkami, dostępnymi obecnie dla badaczy w muzealnych bibliotekach i archiwach.
W 1929 r. Culina na stanowisku kuratora zastąpił Herbert Spinden, archeolog zajmujący się badaniem sztuki starożytnych Majów. Jego dziełem jest zbudowanie prekolumbijskiej kolekcji sztuki Meksyku, Ameryki Środkowej i Południowej. Podczas swej kadencji Spinden stawał na czele co najmniej siedmiu wypraw do Meksyku, Nikaragui, Panamy, Kolumbii, Ekwadoru, Peru, Boliwii, Chile i Argentyny. Nabyta przez niego (głównie jako pojedynczy zakup w 1934 r.) kolekcja tekstyliów preinkaskiej kultury Paracas z Peru stanowi jeden z największych tego typu zbiorów w Stanach Zjednoczonych i jeden z czterech najbardziej znaczących zbiorów poza Peru. Do najbardziej znanych eksponatów z całej kolekcji należy płaszcz ceremonialny wykonany pomiędzy 300 r. p.n.e. a 100 r. n.e. Spinden nabył także znaczące egzemplarze starożytnych meksykańskich wyrobów kamieniarskich, takich jak Huastec – symbol życia i śmierci z północnego Veracruz, wyroby rzeźbiarskie i ceramiczne z Kostaryki oraz cenną kolekcję 163 wyrobów indiańskich (m.in. odzież i koraliki), zgromadzoną w XIX w. przez Nathana Sturgesa Jarvisa, chirurga wojskowego z fortu Snelling w Minnesocie.
Spinden zajmował się także badaniem wzajemnych wpływów kultur prekolumbijskich i kultury europejskiej w okresie postkolonialnym, co zaowocowało utworzeniem w Brooklyn Museum kolekcji hiszpańskiej sztuki kolonialnej, należącej obecnie do największych i najbardziej okazałych w skali światowej. Kolekcja ta obejmuje obrazy, rzeźby, meble, wyroby ze srebra, tkaniny, stroje, i rękopisy. Większość dzieł pochodzi z Meksyku, Peru, Boliwii, Chile i Argentyny.

#### Kolekcja dzisiaj
Oprócz zbiorów dzieł indiańskich i kolonialnych hiszpańskich w muzealnej kolekcji znajdują się prekolumbijskie tekstylia z regionu Andów, a także tekstylia współczesne wykazujące ciągłość tradycji tkackich, rzeźby z kamienia i drewna i z żadu, ceramika oraz ozdoby ze srebra i złota. W zbiorach sztuki Ameryki Środkowej znajdują się eksponaty pochodzące ze wszystkich głównych regionalnych tradycji kulturalnych: Olmeków, Majów i Azteków. Tradycje artystyczne Peru reprezentują zabytki kultury Chavín i Inków: Zakres chronologiczny niezwykle bogatej kolekcji sztuki półkuli zachodniej obejmuje okres od 3000 r. p.n.e. do chwili obecnej.
Od ponad wieku Brooklyn Museum odgrywa ważną rolę nie tylko w gromadzeniu sztuki tubylczej ludności obu Ameryk, ale także w jej prezentacji i interpretacji. Dzięki zakupom, darowiznom i wyprawom badawczym kolekcja osiągnęła liczbę około 35 000 eksponatów, stając się jedną z najważniejszych tego typu w Stanach Zjednoczonych.
Kuratorzy muzeum skupiają obecnie swoją uwagę na zakupie dzieł współczesnych, które reprezentują m.in. prace artysty z plemienia Tlingit, Prestona Singletary, ceramiczne rzeźby Roxanne Swentzell oraz obrazy malarki Emmi Whitehorse z plemienia Nawahów.

### Sztuka starożytnego Egiptu

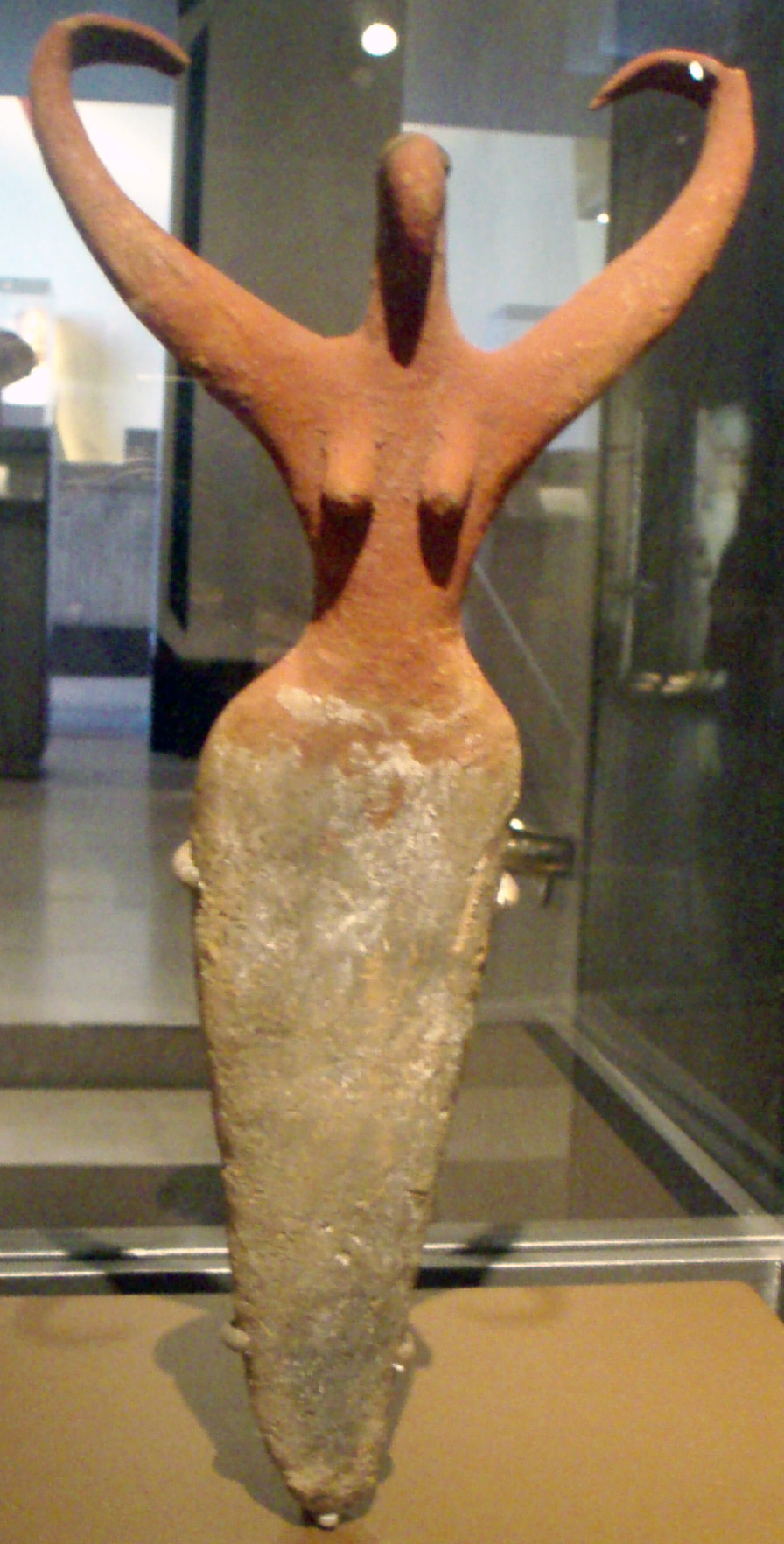
”Kobieta-ptak” – figurka z okresu predynastycznego (ok. 3500–3400 r. p.n.e.)

Kolekcja sztuki egipskiej w Brooklyn Museum, jedna z największych i najświetniejszych w Stanach Zjednoczonych, jest znana na całym świecie. Składają się na nią rzeźby, statuetki, malowidła z grobowców, reliefy i przedmioty związane z kultem zmarłych.
Muzeum rozpoczęło gromadzenie egipskich antyków na początku XX w., zarówno poprzez zakupy (np. kolekcja egipskich przedmiotów Armanda de Pottera z lat 80. XIX w.) jak i w wyniku wykopalisk archeologicznych. W latach 1906–1908 Muzeum sponsorowało ekspedycję, która przeprowadziła prace wykopaliskowe w południowym Egipcie, z których przywiozła wiele przedmiotów o wartości historycznej i artystycznej. Jedno z nich, zaskakująca „Kobieta-ptak”, należy do najbardziej znanych dzieł w zbiorach Muzeum. Muzeum wspierało również czołowe stowarzyszenie archeologiczne w Wielkiej Brytanii – Egypt Exploration Society – otrzymując w zamian znaczący materiał z wykopalisk prowadzonych przez nie na terenie Egiptu i Nubii.
W latach 1916 i 1947 Brooklyn Museum nabyło znaczącą kolekcję stworzoną przez amerykańskiego egiptologa Charlesa Edwina Wilboura, zawierającą różnorodne egipskie antyki – od drobnych statuetek do unikatowych dokumentów pisanych na papirusie. W uzupełnieniu tej kolekcji spadkobiercy Wilboura przekazali na rzecz Muzeum fachową bibliotekę i założyli fundację jego imienia – Charles Edwin Wilbour Fund, dzięki której możliwe stało się założenie zarówno biblioteki egiptologicznej jego imienia, jednej z najświetniejszych tego typu, jak i otworzenie działu kuratorskiego sztuki starożytnego Egiptu.
Fundusz Wilboura umożliwił Muzeum kontynuowanie zakupu antyków, w tym nabycie w 1948 ponad 2 000 egipskich eksponatów z New-York Historical Society. Działalność ta była kontynuowana w kolejnych latach. Obecna kolekcja, stworzona zarówno drogą zakupów, jak i darowizn, zawiera dzieła reprezentujące wszystkie okresy w historii starożytnego Egiptu, począwszy od okresu predynastycznego (ok. 3500 lat p.n.e.), poprzez okres koptyjski aż po czasy sztuki bizantyńskiej (ok. 4 000 lat później). W 1976 roku Brooklyn Museum rozpoczęło również wykopaliska archeologiczne na terenie sanktuarium bogini Mut w Karnaku.

### Sztuka Starożytnego Bliskiego Wschodu
Na kolekcję sztuki Starożytnego Bliskiego Wschodu składają się obszerne zbiory ceramiki i 12 alabastrowych reliefów z pałacu króla asyryjskiego Aszurnasirpala II, panującego w latach 883–859 r. p.n.e. Reliefy te przedstawiają walki toczone przez władcę, jego dbałość o pola uprawne i o święte drzewo, będące ważnym symbolem religijnym dawnej Asyrii.

### Sztuka afrykańska

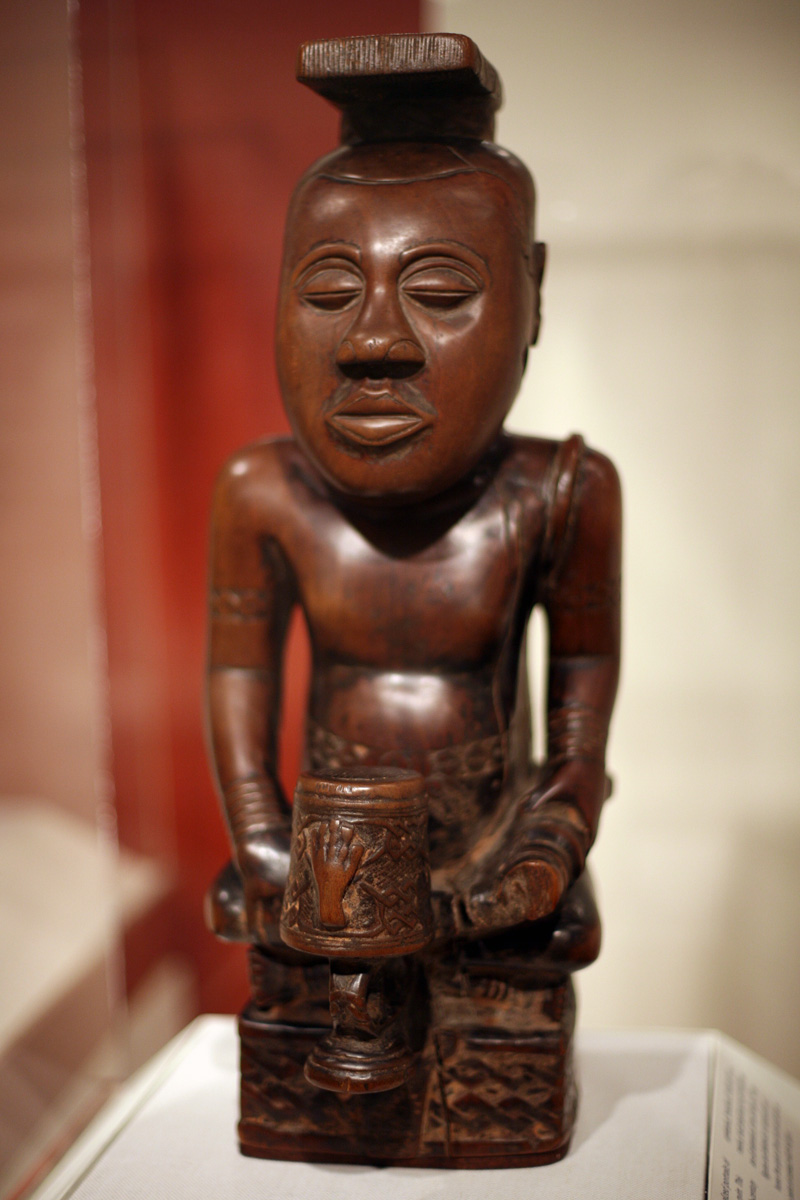
Ndop – podobizna Mishe miShyaang maMbula, króla dawnej afrykańskiej Kuby

Kolekcja sztuki afrykańskiej Brooklyn Museum liczy ponad 5 000 eksponatów, co czyni z niej największą kolekcję sztuki afrykańskiej w amerykańskich muzeach sztuki. Pierwsze okazy z Afryki Subsaharyjskiej pojawiły się w zbiorach Muzeum już w roku 1900, trzy lata po jego otwarciu. Dzisiaj kolekcja sztuki Afryki subsaharyjskiej obejmuje głównie dzieła pochodzące z Afryki Zachodniej i Środkowej, natomiast sztuka islamskiej Afryki Północnej i starożytnego Egiptu należy do odrębnych działów.
Trzon kolekcji subsaharyjskiej stanowią eksponaty nabyte w 1922 r. poprzez zakupy w Londynie, Paryżu i Brukseli. W roku następnym Muzeum wystawiło 1 000 eksponatów, co było jedną z pierwszych wystaw sztuki afrykańskiej w Stanach Zjednoczonych i co pozostaje największą wystawą sztuki afrykańskiej, jaka kiedykolwiek miała miejsce. Większość jej eksponatów pochodziła z terenów dzisiejszej Demokratycznej Republiki Konga.
Obecnie kolekcja zawiera prace obejmujące okres ponad 2500 lat i pochodzące z ponad 100 różnych kultur Afryki. Na zróżnicowaną gatunkowo kolekcję składają się: rzeźby figuratywne, biżuteria berberyjska, maski z Afryki Zachodniej korale z Afryki Wschodniej, etiopskie krzyże procesyjne, a także współczesna ceramika urodzonej w Kenii artystki Magdalene Odundo.
Spośród eksponatów uwagę zwraca „ndop” – XVIII-wieczna figura będąca wyidealizowanym portretem króla Mishe miShyaang maMbula, władcy dawnego królestwa Kuba (obecnie teren Demokratycznej Republiki Konga); rzeźba ta jest jedynym dziełem sztuki afrykańskiej z tamtego okresu na terenie Ameryki Północnej. Innym cennym eksponatem jest gong z kości słoniowej, pochodzący z XVI-wiecznego Beninu, jeden z pięciu tego typu okazów, jakie zachowały się na świecie.

### Sztuka islamu

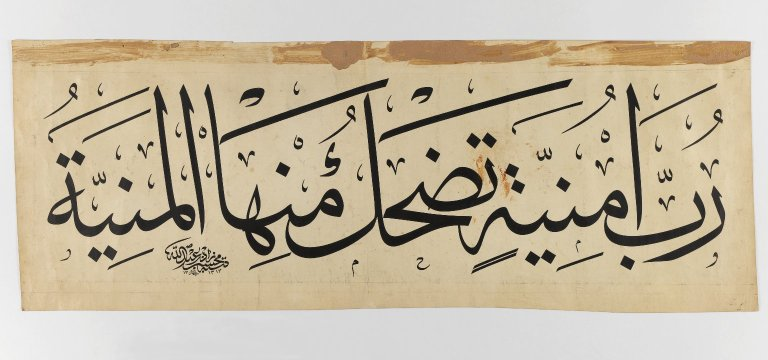
Inskrypcja arabska, Abdullah Muhassib (1895, atrament na welinie)

Na kolekcję sztuki islamu w Brooklyn Muzeum składa się ok. 2 000 eksponatów, obejmujących 13 wieków jej historii i reprezentujących różne kultury, od Hiszpanii poprzez Afrykę Północną do Indii i Azji Środkowej. Początki kolekcji datują się na pierwsze dekady XX w., kiedy kuratorem Muzeum był Stewart Culin. Do rozwoju zbiorów (drogą zakupów i darowizn) przyczyniła się działalność kuratora Charlesa K. Wilkinsona oraz fundacji Ernest Erickson Foundation.
Wśród zbiorów wyróżniają się: średniowieczna ceramika i terakota z Iranu (IX-XV w.), tureckie tekstylia, rękopisy i dywany z czasów osmańskich, sztuka epoki Safawidów i Kadżarów, w tym: miniatury, malarstwo olejne, kaligrafia, ceramika, wyroby z laki, dywany, tkaniny i stroje (XVI–XX w.) oraz turkmeńskie i północnoafrykańskie tekstylia, ubiory i biżuteria (XIX i XX w.).

### Sztuka azjatycka
W zbiorach Brooklyn Museum znajduje się jedna z najbardziej znanych amerykańskich kolekcji sztuki azjatyckiej, obejmującej sztukę japońską, koreańską, chińską, indyjską oraz sztukę Azji Południowo-Wschodniej i regionu Himalajów.

#### Sztuka japońska
Sztuka japońska stanowi największy  dział w kolekcji sztuki azjatyckiej obejmując ponad 8 000 eksponatów reprezentujących szeroki zakres rodzajów i stylów, m.in. sztukę sakralną, miejską i ludową od neolitu do dziś. Wyróżniające się eksponaty to buddyjskie malarstwo i rzeźba, wczesne sitodruki, drzeworyty, sztuka ludowa Mingei oraz współczesna ceramika. Oprócz tego Muzeum posiada jedną z największych i najświetniejszych w Ameryce Północnej kolekcji sztuki ludu Ajnów północnej. Do najobszerniejszych w Ameryce należy też kolekcja ceramiki, którą wydatnie wzbogaciła donacja Rogera Gerry i jego małżonki (blisko 300 eksponatów).

#### Sztuka koreańska
Muzeum posiada jedną z najwcześniejszych kolekcji sztuki koreańskiej w Stanach Zjednoczonych. Składa się ona z ceramiki, obrazów, tkanin, strojów, mebli, rzeźb, wyrobów z metalu, szkła, zbiorów broni i zbroi i wyrobów rzemiosła artystycznego z okresu od neolitu do początku XX w. Wyróżniają się: ceramika z celadonu i wyroby koreańskiej sztuki ludowej. Podobnie jak w przypadku sztuki japońskiej, do wzbogacenia zbiorów przyczyniła się donacja Rogera Gerry i jego małżonki.

#### Sztuka chińska
Na kolekcję sztuki chińskiej składa się blisko 1 000 eksponatów, obejmujących ponad 5 000 lat kultury i cywilizacji tego państwa – począwszy od okresu neolitu do współczesności. O różnorodności kolekcji stanowi wielość przedmiotów, które reprezentują różne formy sztuki takie jak: rzeźba, malarstwo, tkaniny, wyroby metalowe i z laki, ceramika i rzemiosło artystyczne. Muzeum posiadania kolekcję wyrobów emaliowanych komórkowo, nie mającą sobie równych w żadnej instytucji poza Azją. Oprócz nich w zbiorach reprezentowana jest m.in.: sztuka sepulkralna, związana z wczesnymi chińskimi grobowcami i obrządkiem pogrzebowym, przedmioty rytualne związane z kultem przodków, buddyzm i taoizm, sztuka sądów cesarskich i uczonych elit.

#### Sztuka Azji Południowej i Południowo-Wschodniej
Sztuka Azji Południowej i Południowo-Wschodniej w zbiorach Muzeum obejmuje okres ponad 5 000 lat. Kolekcja ta w dużej mierze odzwierciedla szeroki zasięg hinduizmu i buddyzmu – dwóch religii, które powstały w tym regionie. Wyróżniają się religijne rzeźby figuralne z Indii, Nepalu, Tybetu, Pakistanu, Birmy, Tajlandii, Kambodży, Wietnamu, Malezji i Indonezji. Świeckie tradycje artystyczne są wyraziście reprezentowane w eksponatach pochodzących z dworu muzułmańskiej dynastii Wielkich Mogołów, panujących w Indiach w latach 1526–1756, jak i w terakocie i obrazach z rejonu Kalkuty.

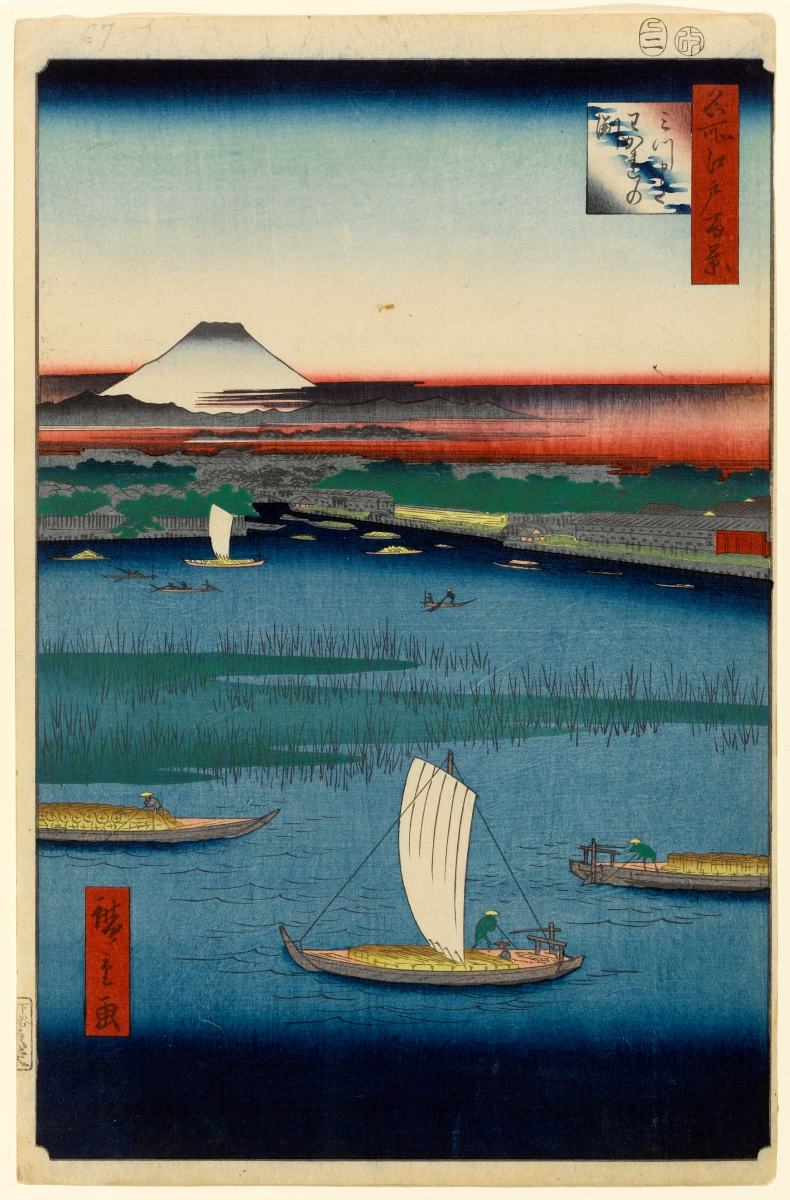
Drzeworyt ukiyo-e Utagawy Hiroshige (1856–1858)
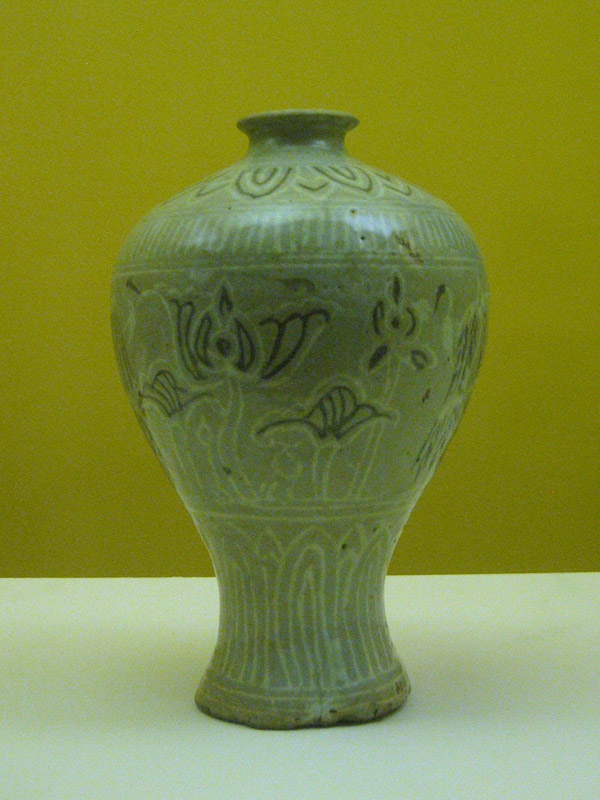
Koreański wazon z celadonu
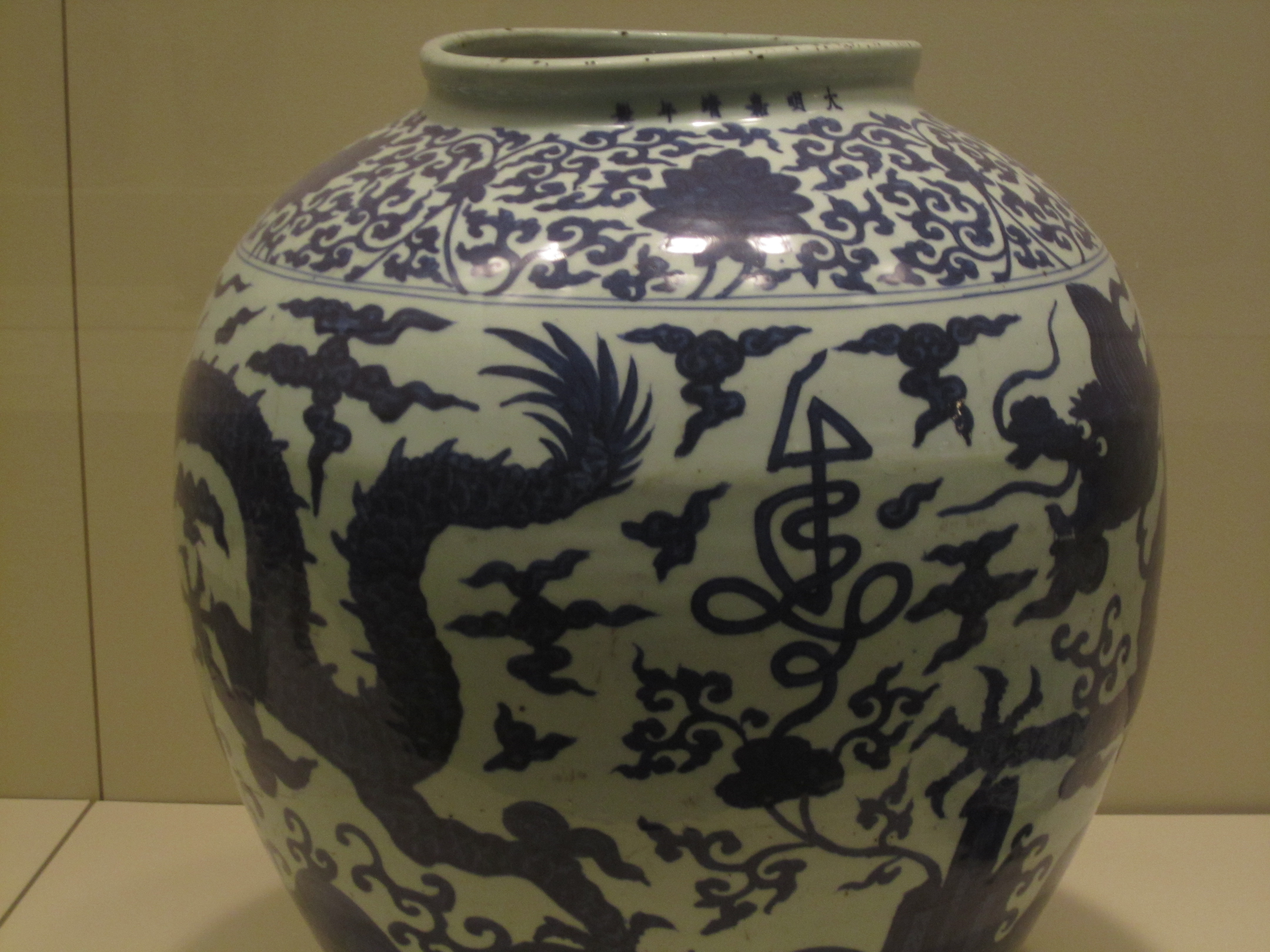
Porcelanowy dzban z okresu dynastii Ming
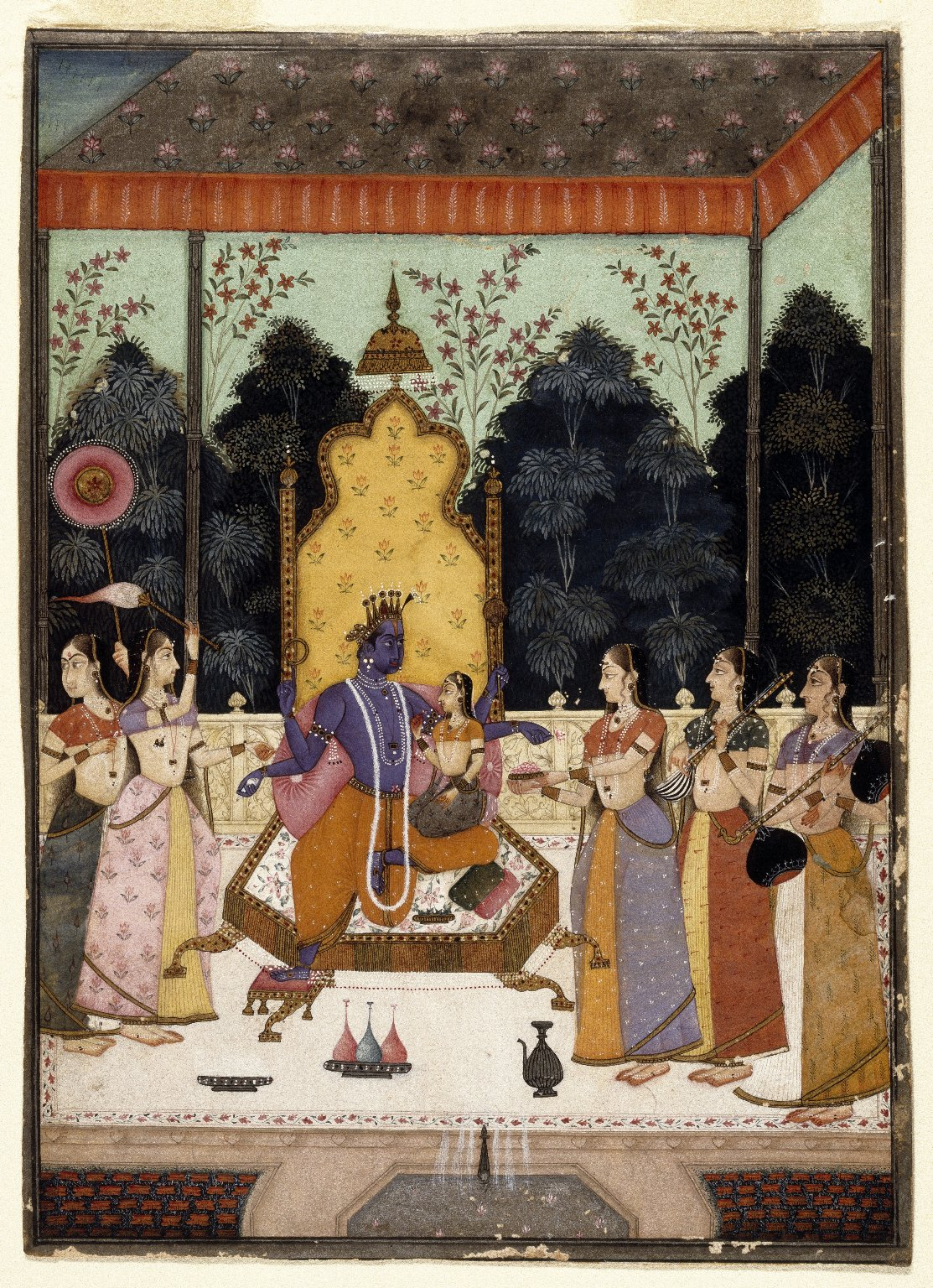
Widzenie Wisznu (1710 –1715)

### Sztuka rejonu Pacyfiku

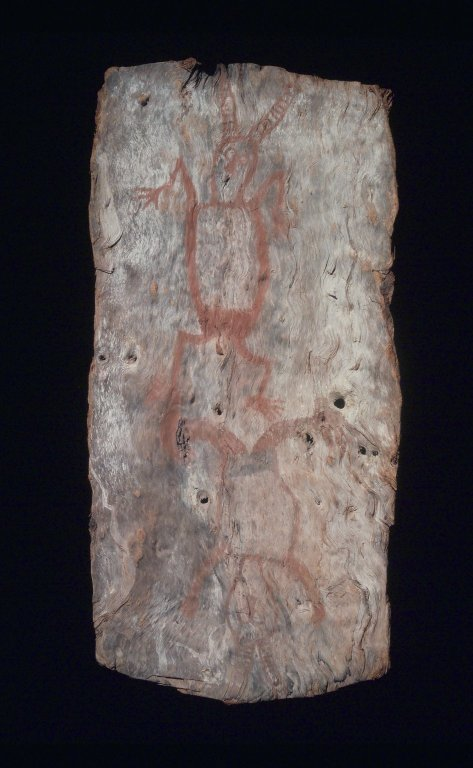
Rysunek na korze anonimowego artysty (XX w.)

Pierwsze dzieła sztuki z rejonu Południowego Pacyfiku pojawiły się w zbiorach Brooklyn Museum w roku 1900. Ze zbioru stu drewnianych figurek i lalek z teatru cieni z Nowej Gwinei i Holenderskich Indii Wschodnich (obecnie Indonezja) kolekcja rozrosła się do prawie 5 000 eksponatów. Zakres geograficzny kolekcji obejmuje obszar rozciągający się od Nowej Zelandii po Hawaje oraz od archipelagu Nikobarów na Oceanie Indyjskim po Wyspę Wielkanocną u wybrzeży Peru. Obecnie jest to jedna z największych i najważniejszych tego typu kolekcji w Stanach Zjednoczonych.
Kolekcję cechuje ogromna różnorodność materiałów użytych do wytworzenia dzieł sztuki: włókno kokosowe, pierze, skorupki, glina, kości, włosy ludzkie, drewno, mech i pajęczyna. Wielu z tych materiałów przypisywano moce duchowe, które proces artystyczny mógłby zwiększyć.
W skład kolekcji wchodzą: odzież z kory (tzw. tapa), biżuteria, ozdobna broń i naczynia ceramiczne, a przede wszystkich rzeźba ceremonialna, głównie z Papui-Nowej Gwinei.
W kolekcji znajduje się też duża liczba XIX-i XX-wiecznych masek używanych podczas ceremonii pogrzebowych w Nowej Irlandii, łączących w sobie elementy ludzkie, gadzie, ptasie i rybie.
Reprezentowana jest również sztuka wysp Polinezji, w tym Hawajów, Nowej Zelandii, Markizów i in. Duża część eksponatów reprezentujących sztukę Markizów została zakupiona od znanego norweskiego odkrywcy Thora Heyerdahla.

### Sztuka współczesna
Kolekcja sztuki współczesnej obejmuje dzieła sztuki zachodniej, stworzone od roku 1945 do chwili obecnej, w tym obrazy, rzeźby, rysunki, grafiki i fotografie.
Kolekcja zawiera prace tak różnych artystów jak: Romare Bearden, Louise Bourgeois, Joseph Cornell, Willem de Kooning, Richard Diebenkorn, Joseph Kosuth, Adrian Piper, Ad Reinhardt, Cindy Sherman, David Smith, Kiki Smith, Alma Thomas i Kara Walker. Artyści ci w swej twórczości wykorzystują wiele różnych metod formalnych, od sztuki przedstawiającej do nieprzedstawiającej (abstrakcyjnej).
Oprócz rozwoju stałej kolekcji, kuratorzy działu sztuki współczesnej organizują wystawy specjalne wypożyczając eksponaty od innych instytucji, np.: Vital Forms: American Art and Design in the Atomic Age, 1940–1960. Począwszy od połowy lat 80. zapraszają młodych artystów z Brooklynu do uczestnictwa w cyklu wystawienniczym Working in Brooklyn. Z okazji otwarcia nowego pawilonu wejściowego im. Marthy i Roberta Rubinów, kuratorzy zorganizowali także dużą wystawę przeglądową Open House: Working in Brooklyn, mającą na celu pokazanie twórczego ożywienia w dzielnicy Brooklyn. Działalności wystawienniczej towarzyszą działania informacyjne na temat sztuki współczesnej, skierowane do uczniów i studentów.

### Sztuka użytkowa

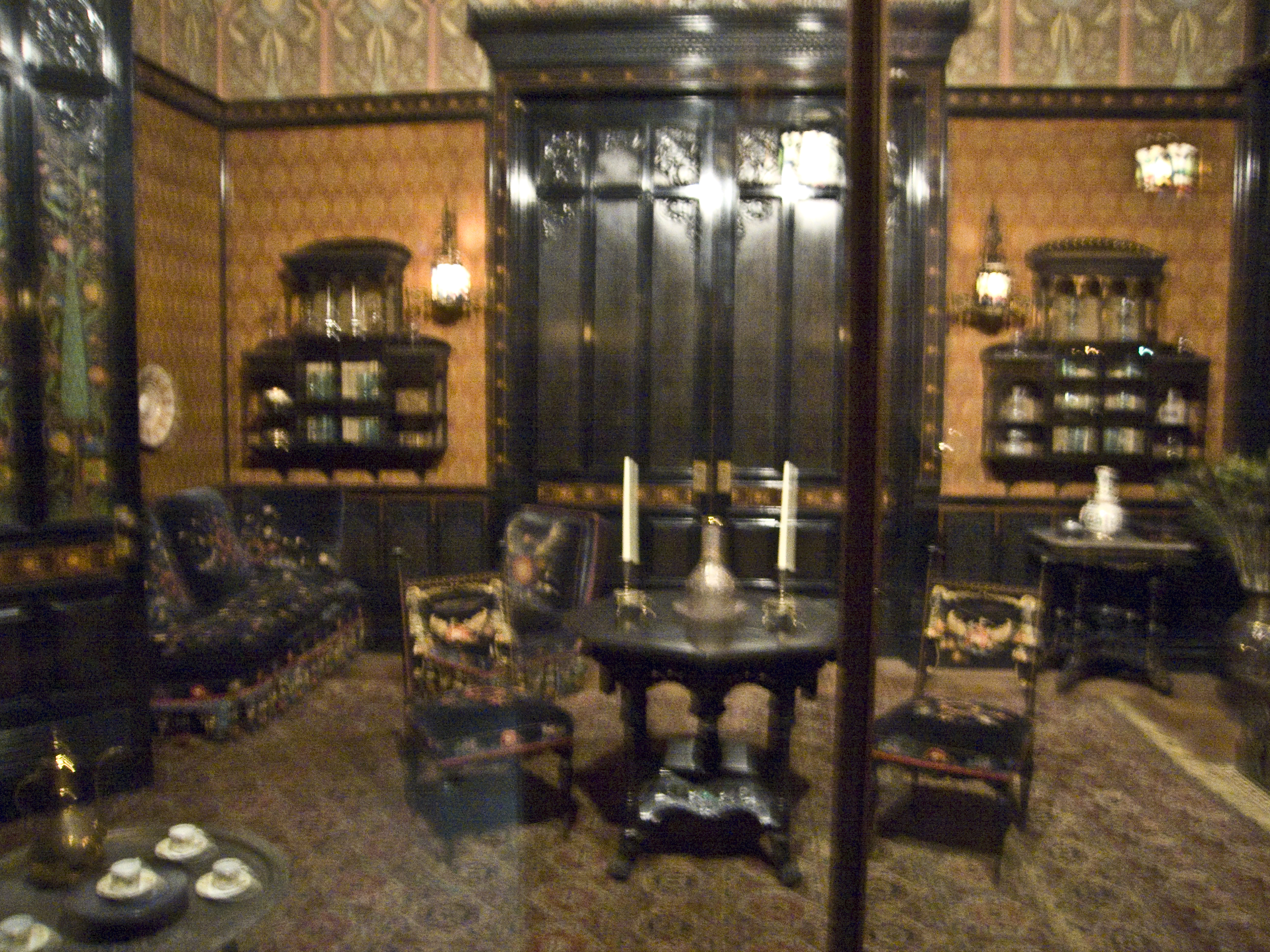
Pokój-palarnia w stylu mauretańskim Johna D. Rockefellera

Zbiory sztuki użytkowej odzwierciedlają zmiany jakie zaszły w życiu codziennym i we wzornictwie na przestrzeni od XVI w. do chwili obecnej. Przykładem tych zmian jest elegancki pokój w styl mauretańskim przeznaczony do palenia papierosów, pochodzący z domu Johna D. Rockefellera w Nowym Jorku. Dom ten został zbudowany z brązowego piaskowca w latach 1864–1865 przy West 54th Street. Rockefeller kupił go w 1884 r. od Arabelli Worsham, która ok. roku 1881 zmieniła jego wystrój. Pokój, przeznaczony do palenia papierosów, reprezentuje nowy trend w amerykańskim wzornictwie, jeśli chodzi o styl i wykonawstwo. Inspirowany był popularną a tamtych czasach architekturą azjatycką i bliskowschodnią, a zastosowany styl wydawał się odpowiedni do funkcji pokoju – ustronnego miejsca dla dżentelmenów palących papierosy. Projekt wystroju jest profesjonalny. Wzornictwo wnętrz narodziło się w poł. lat 70. XIX w., kiedy po raz pierwszy właściciele domów zaczęli powierzać projekty ich wystroju w obce ręce. W rezultacie projekt obejmował całościową aranżację wystroju pokoju. Pokój-palarnia stanowi dar Johna D. Rockefellera (syna) i jego syna, Johna D. Rockefellera III dla Brooklyn Museum. Innym przykładem jest pracownia w stylu art déco z lat 1928–1930, pochodząca z jednego z mieszkań w Park Avenue, mająca ukryty bar za panelem ściennym, jako że był to w Stanach Zjednoczonych czas prohibicji.

### Zbiory grafiki, rysunków, i fotografii
Muzeum ma znaczącą kolekcję grafiki, rysunków i fotografii, prezentowanych często w wystawach rotacyjnych.
W zbiorach znajduje się niezwykły drzeworyt Albrechta Dürera Wielki wóz triumfalny, prace Francesco Piranesiego oraz znaczący zbiór dzieł impresjonistów i postimpresjonistów, w tym prace Henriego de Toulouse-Lautreca, Mary Cassatt, litografie Jamesa McNeilla Whistlera, grawiury Winslowa Homera oraz znaczący zbiór rysunków, m.in.: Jean-Honoré Fragonarda, Vincenta van Gogha, Paula Klee i Pabla Picassa, z których wiele jest czarno-białych.
Dział fotografii składa się głównie z prac XX-wiecznych amerykańskich fotografów, takich jak: Edward Steichen, Margaret Bourke-White, Berenice Abbott i Robert Mapplethorpe.